# Ictiofauna de agua dulce de la Argentina

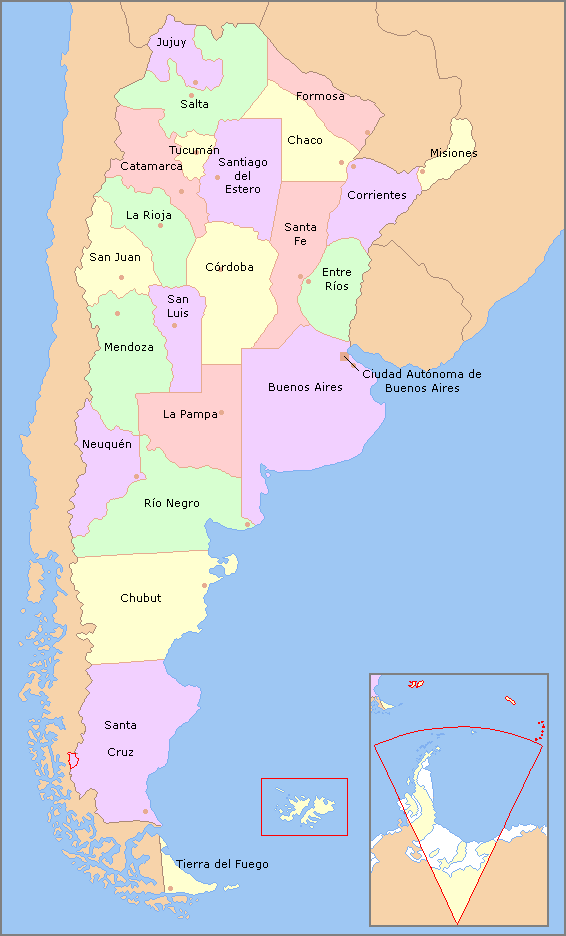
Mapa de la Argentina.

Se denomina ictiofauna de agua dulce de la Argentina al conjunto faunístico integrante del grupo parafilético de la superclase Pisces que habita en las llamadas “aguas continentales” o interiores de la República Argentina, comprendiendo estas no solo las situadas en el propio subcontinente Sudamericano sino también las de biotopos de agua dulce de sus islas marítimas. Los especialistas señalan que la misma se compone de alrededor de 500 especies ya registradas, habiendo numerosas especies en proceso de investigación, en buena media nuevas también para la ciencia.

## Historia de la ictiología dulceacuícola de la Argentina
Los aborígenes que habitaron lo que hoy constituye el territorio de la Argentina hicieron amplio uso de las primitivas y abundantes poblaciones de peces, representando en muchas etnias el mayor ítem trófico. Con la colonización española su aprovechamiento continuó siendo intenso.
Los primeros conocimientos sobre los peces de agua dulce argentinos provienen del padre José Francisco Sánchez Labrador, un misionero naturalista que vivió y predicó en los territorios coloniales argentinos y paraguayos. Es el autor de la primera colección de tomos dedicada a la historia natural de la cuenca del Plata. El tomo que publicó en 1767 es el dedicado a los peces.
El siguiente en describir los peces dulceacuícolas argentinos fue el militar, ingeniero, explorador, cartógrafo, antropólogo, humanista y naturalista español Félix de Azara, quien a raíz de su prolongada residencia en el Paraguay y el Plata (entre el año 1778 hasta 1801) publicó varios libros sobre la naturaleza regional y, póstumamente en 1847, “Descripción e Historia del Paraguay y Río de la Plata”, el tomo en el que versa sobre los peces de la región.
El siguiente fue el sabio francés Alcide Charles Victor Marie Dessalines D’Orbigny quien desde el año 1826 hasta 1833 recorrió los países de Sudamérica central y austral, incluyendo la Argentina, el Uruguay y el Paraguay. El resultado de su viaje se publicó con el nombre de “Viaje a la América Meridional” en 9 volúmenes y un atlas de 500 láminas coloreadas, desde 1839 hasta 1847. En ella describe 166 especies de peces, la mayor parte de ellos de la cuenca del Plata.
Estas primeras descripciones fueron continuadas durante el siglo XIX por numerosos zoólogos europeos, pero en su mayoría sin estudiar in situ a las especies sino con muestras colectadas y transportadas por naturalistas viajeros, por ejemplo como lo hizo el naturalista inglés Leonard Jenyns, quien trabajó con los peces que Charles Darwin recolectó durante el famoso viaje alrededor del mundo a bordo del HMS Beagle, al mando del capitán Robert Fitz Roy.
De este modo las especies de peces continentales argentinos fueron siendo descritas por ictiólogos europeos: A. Perugia, Steindachner, Reglan, Kner, Valenciennes, Cuvier, Günther, Boulenger, etc.
A partir del año 1870 comenzaron a publicarse en la Argentina y Brasil trabajos ictiológicos; estre los descriptores de especies nuevas están MacDonagh, von Ihering, Miranda Ribeiro, el zoólogo alemán, nacionalizado argentino, Carlos Germán Conrado Burmeister, el zoólogo neerlandés Hendrik Weyenbergh, el zoólogo alemán del Báltico (radicado en la Argentina) Carlos Berg, el médico, naturalista y escritor argentino Eduardo Ladislao Holmberg, etc.
Recién en el año 1945 se proporcionó la primera visión completa del elenco que la integra, obra del ictiólogo Aurelio Juan Santiago Pozzi.
En el año 1961 hicieron lo propio el naturalista y zoólogo argentino Raúl Adolfo Ringuelet y Raúl Horacio Arámburu.
En el año 1967 los mismos Ringuelet y Arámburu, junto con la ictióloga argentina Armonía Socorro Alonso de Arámburu, publicaron el libro fundamental de la ictiología continental del país: “Los Peces Argentinos de Agua Dulce”, con más de 600 páginas, constituyó la referencia básica del tema durante las siguientes décadas.
Veinte años después, en 1987 un nuevo trabajo, que recogía los nuevos conocimientos y cambios sistemáticos sobre los peces de aguas interiores de la república, es presentado por Hugo Luis López, Roberto Carlos Menni y Amalia María Miquelarena; obra que fue actualizada por los mismos autores en el año 2003.
De manera complementaria, en 1998, Hugo Luis López y A. E. Aquino publicaron un trabajo en que presentan una visión general de la historia de la ictiología dulceacuícola argentina. Finalmente, Jorge Liotta publicó una enumeración de todas las especies de agua dulce de la Argentina, acompañadas cada una de un mapa donde se marcan los lugares de colecta.

## Generalidades
La Argentina se localiza en el Cono Sur de Sudamérica. Este subcontinente es el más biodiverso del mundo, ya que el número de especies descritas para sus ríos supera las 4000, con estimaciones que indican que los números finales serían un 50 % superiores, es decir, estarían en torno a 6000 especies. Las cifras para las aguas dulces o interiores de la Argentina son más modestas, habiéndose detectado más de 500 especies (repartidas en 184 géneros de 47 familias), a las que se les sumarían numerosas especies en proceso de identificación, en buena media nuevas también para la ciencia. De las cerca de medio millar de especies, alrededor de 100 son endémicas de esta república (cerca del 20 %), incluyendo 3 géneros: Gymnocharacinus, Olivaichthys y Silvinichthys. Igualmente es aún mucho lo que se ignora; por ejemplo, del total de 500 especies, para 200 de ellas (el 40 %) se cuenta de cada una en el país con menos de 5 registros.
Esta diversidad se debe a numerosos factores, entre los que se destacan las conexiones que las comunidades de peces de lo que hoy es el norte argentino han tenido durante millones de años con las que habitan en los afluentes australes de la cuenca amazónica, la cual posee una ictiofauna muy antigua y con orígenes históricos diversos. Los principales grupos han evolucionado aislados en Sudamérica desde la desintegración del supercontinente Gondwana durante el Cretácico, hace aproximadamente 100 millones de años.
La porción argentina de la cuenca del Plata es la que posee la mayor parte de la biodiversidad, con 445 especies nativas, las que llegan a 456 si se suman las limítrofes y 476 si se le suman las introducidas.
Diferentes autores han hecho la observación de que la diversidad de especies sufre una declinación tanto en sentido norte-sur como en este-oeste.
Muchos de los componentes de la ictiofauna argentina pertenecen a grupos con antepasados marinos, los que durante el Paleógeno, principalmente el Oligoceno y el Mioceno, han invadido las aguas dulces sudamericanas evolucionando y diversificándose en ellas de forma independiente. Entre estas especies se incluyen las rayas de río, la anguila, los lenguados, los peces aguja, etc. Un grupo relacionado es la de los grupos que poseen especies de géneros que también cuentan con especies marinas y las de especies que transcurren parte de su vida en ríos migrando a aguas litorales marinas o viceversa. Integrantes de estos dos grupos corresponden a las corvinas de río, peladillas y puyenes, sardinas, anchoas, lisas, pejerreyes, bagres marinos, etc.
Para muchas especies el levantamiento andino generó efectos de vicarianza favoreciendo la especiación, aislando poblaciones en distintas pendientes oceánicas o separándolas en múltiples microcuencas, con cascadas importantes que impedían contactos. Eventualmente, cada uno de estos ambientes evolucionó independientemente, generando sus propias especies endémicas.
En cuanto a la sistemática, la ictiofauna dulceacuícola argentina es dominada holgadamente por dos órdenes: Characiformes y Siluriformes. El primero incluye a tetras, federales, mojarras, dientudos, dorados, tarariras, bogas, pacúes, chafalotes, pirapitáes, palometas, pirañas, sábalos, maripositas, virolitos, etc. El segundo aglutina a los bagres, surubíes, patíes, armados, manguruyúes, viejas del agua, mandubíes, barrefondos, limpiavidrios, etc.
En importancia descendente, prosiguen los órdenes Perciformes (unas 60 especies), Cyprinodontiformes (33 especies) y Gymnotiformes (19 especies). Al primero pertenecen las truchas criollas o percas, las corvinas de río y los cíclidos. En el segundo se incluyen los rivúlidos o killis, los poecílidos y los anabléptidos o medrecitas. Entre los gimnótidos se encuentran varias familias cuyos integrantes son denominados morenas, bombillas, banderitas o señoritas.

### Los “gigantes” de las aguas dulces argentinas
Generalmente son 3 las especies ictícolas que se disputan el ser consideradas las más largas y pesadas de las aguas dulces argentinas.
La raya o chucho de agua dulce es con seguridad la especie más pesada, reportándose capturas de ejemplares gigantescos, con diámetros de discos de 110 cm y pesos de 208 kg. El gran poder que le confiere su tamaño a este pez cartilaginoso hace que incluso pueda hundir embarcaciones pequeñas.
Los siguientes gigantes son dos peces óseos siluriformes; en ambas especies las tallas máximas son discutidas, agravado por el hecho que los registros de ejemplares de magnitud no son modernos ya que, por distintas razones, de las dos ya no se capturan ejemplares enormes. El primero es el mítico manguruyú, del cual se indican longitudes de 140 cm así como también ejemplares cercanos a los 200 cm, con pesos de más de 100 kg, si bien son tamaños del pasado ya que la especie se ha vuelto rara, siendo que ahora excepcionalmente se logran capturas de ejemplares de no más de 70 kg. El otro es el surubí pintado, para el que se han señalado longitudes máximas desde los 166 cm hasta 175 cm y pesos de 100 kg.
Tal vez el más grande de los peces argentinos de agua dulce no sea una especie nativa, ya que numerosos ejemplares de esturiones han logrado huir en gran número de los criaderos situados junto a los embalses de Baygorria y Rincón del Bonete del río Negro uruguayo a causa de eventos de fuga ocurridos durante los años 2012 y 2013, siendo capturados en aguas uruguayas y argentinas especímenes de esturión siberiano, el cual alcanza longitudes máximas de 200 cm y pesos de 210 kg.

## Ictiogeografía dulceacuícola argentina
En aguas interiores argentinas los peces se encuentran en casi todos los cuerpos acuáticos, desde altitudes inferiores de -28 m s. n. m. en la laguna Chasicó (ubicada en el partido de Villarino, en el sudoeste de la provincia de Buenos Aires) hasta los 4800 m s. n. m., el cual representa el mayor registro altitudinal, reportado para una población de Trichomycterus roigi de la provincia de Jujuy.
Se han propuesto, descrito o discutido algunos esquemas ictiogeográficos sobre la superficie correspondiente a la República Argentina.
Los peces continentales argentinos, en razón del dinamismo de los límites zoogeográficos, junto a factores ecológicos y climáticos actuales e históricos, se pueden subdividir geográficamente en dos subregiones o grupos. El primero es el componente ‘brasílico’ (al cual le corresponden la mayoría de las familias, géneros y especies) el mismo se centra en la cuenca del Plata y se relaciona marcadamente con la ictiofauna amazónica. El restante es el componente ‘austral’, también llamado ‘chileno-andino-patagónico’, integrado por pocas especies de marcado endemismo, representadas mayormente por tricomictéridos, diplomístidos, pejerreyes, percíctidos y galáxidos. Algunos de sus componentes poseen progenie gondwánica.
Los grandes ríos de la cuenca del Plata operan como vías para la expansión aguas abajo de especies de las altas cuencas. Por ejemplo, en las aguas del río Paraguay inferior se ha verificado que especies de su cuenca media y alta se dispersan vagabundeando hacia el sur en algunas temporadas estivales, o como resultado de crecientes extraordinarias. Estas especies pueden continuar por el eje río Paraguay-río Paraná en su viaje hacia latitudes mayores, hasta alcanzar localidades del Paraná medio.

### Ecorregiones de agua dulce argentinas
Una ecorregión de agua dulce es un área donde la composición de las especies contenidas en los cuerpos acuáticos que en ella se encuentran es relativamente homogénea y distinguible de las otras áreas adyacentes. Ecológicamente, se trata de unidades fuertemente cohesionadas, lo suficientemente grandes para abarcar los procesos ecológicos o la historia de vida de la mayoría de sus especies acuáticas que en ella habitan. El término comprende aguas interiores de los continentes, no siempre de agua dulce, pero claramente no marina, quedando excluidos de ellas las superficies emergidas con suelos y rocas, así como los océanos, ya que para ambos se han creado categorizaciones propias.
Los especialistas no suelen concordar en la disposición de estas divisiones, difiriendo tanto en su número como en sus límites, si bien hay algunas que por su historia ictiofaunística y su aislamiento funcional tienden a ser aceptadas por todos.
En el último esquema, difundido en el año 2008, se ha dividido todas las aguas interiores del mundo. La delineación de las ecorregiones acuáticas de Sudamérica fue obra de 53 expertos provenientes de 11 países. En lo que respecta a la Argentina se han unificado gran parte de las secciones que otros especialistas habían propuesto o alterado sus límites.

#### Ecorregiones bien distribuidas
Ecorregión de agua dulce Mar Chiquita - Salinas Grandes
En esta ecorregión se reunieron la anterior ecorregión así llamada, más territorios sin presencia natural de peces, más las ecorregiones de agua dulce “Sierras de Córdoba” y la de “Yungas de Salta y Tucumán”, “Puna árida” y la “Cuenca de las pampas del sudoeste”. Conformada de este modo, cubre una amplia porción del territorio argentina, partiendo desde el altiplano oriental chileno, continuando en diagonal hacia el sudeste para cubrir las cuencas sin desagüe de la Puna de Jujuy, Salta y Catamarca, casi toda esa provincia, gran parte de Tucumán y sur de Santiago del Estero, abarcando de este modo la totalidad de la cuenca del río Dulce junto con la gran laguna Mar Chiquita y su cuenca cordobesa, los torrentes serranos del norte y oeste de las sierras de Córdoba, el centro y este de La Rioja, el extremo este de San Juan, el este de San Luis, el centro y este de La Pampa hasta llegar al área (originalmente sin peces de agua dulce) del sudoeste bonaerense que contacta con la costa marina al norte de la desembocadura del río Colorado.
El río Salí-Dulce poseen una ictiofauna netamente brasílica-paranaense, si bien contiene algunos endemismos y esbozos de diferenciación por vicarianza respecto de las poblaciones de la misma especies de la cuenca del Paraná.
Ecorregión de agua dulce Desaguadero cuyano
Esta ecorregión se delinea con el alcance de la cuenca del río Desaguadero, cubriendo buena parte de la región de Cuyo, desde el oeste de La Rioja, casi todo San Juan (salvo el extremo este), casi todo Mendoza (salvo el extremo sur), el oeste de San Luis y el noroeste de La Pampa.
Ecorregión de agua dulce Iguazú
Esta ecorregión se presenta en el norte de Misiones, y comprende la cuenca del Cuenca río Iguazú Superior, desde su nacimiento en el sudeste del Brasil hasta las cataratas del Iguazú, las que actúan como una barrera natural entre los peces del Iguazú aguas arriba y los del Paraná, que habitan hasta el pie mismo de los grandes saltos.
Ecorregión de agua dulce Paraná inferior
Esta ecorregión comprende toda la porción argentina del río Paraná, incluyendo la parte con plena agua dulce del Río de la Plata así como los cursos fluviales bonaerenses que drenan hacia esos ríos, incluyendo por el sur el río Samborombón. También cubre los afluentes paranaenses en la mesopotamia, la cuenca completa de los ríos Salado del Norte y Carcarañá.
Se destaca por su elevada biodiversidad íctica. En el tramo entre Yacyretá y la confluencia con el río Paraguay se detectaron 220 especies.
Ecorregión de agua dulce Uruguay inferior
Esta ecorregión se extiende sobre el borde oriental de la Argentina, comprendiendo el tramo del curso y cuenca del bajo y medio río Uruguay situado aguas abajo de los saltos del Moconá, barrera natural que separa las comunidades de peces ubicadas aguas abajo respecto a las que habitan aguas arriba del citado gran río.
Entre las principales alteraciones antrópicas de esta ecorregión se encuentra el dique y embalse de Salto Grande.
Ecorregión de agua dulce Uruguay superior
Esta ecorregión cubre una pequeña superficie en la Argentina, el tramo del curso y cuenca del Alto río Uruguay situado aguas arriba de los saltos del Moconá, barrera natural que separa las comunidades de peces ubicadas aguas arriba respecto a las
que habitan aguas abajo del citado gran río. En su ictiofauna desta la abundancia de especies de algunos géneros, por ejemplo Rineloricaria.
Ecorregión de agua dulce Chaco
Esta ecorregión comprende cuencas e interfluvios de los ríos y arroyos que cruzan la planicie chaqueña, especialmente los ríos Bermejo y Pilcomayo.
Hacia el oeste captura las ecorregiones “Yungas de los Andes australes” y “Valles secos interandinos”, ambas poseen características propias que le confieren la presencia de varios endemismos.
Ecorregión de agua dulce drenajes bonaerenses
Esta ecorregión cubre gran parte de la provincia de Buenos Aires y el extremo oriental de la de La Pampa. Alcanza por el sur la zona del salitral de la Vidriera. Se estructura con la cuenca del río Salado bonaerense, con las lagunas y cuencas de drenaje endorreico del oeste de esa provincia, y con todas las cuencas de los ríos y arroyos que nacen en los dos sistemas serranos de Buenos Aires.
No incluye los cursos fluviales que drenan hacia el río Paraná o el Río de la Plata, tampoco la cuenca del río Samborombón. Se conformó, entre otras, con las ecorregiones: “Cuenca del río Salado y arroyo Vallimanca” y “Llanura costera pampeana”. Su ictiofauna es de origen brasílico, y notablemente más pobre que la presentan en el Río Paraná inferior, por múltiples factores, no solo de índole histórica. Numerosos órdenes presentes en el Río de la Plata están totalmente ausentes en los biotopos de esta ecorregión. La cuenca del Salado (la de mayor biodiversidad de la ecorregión) presenta su boca en un sector de la bahía de Samborombón en donde buena parte de los peces dulceacuícolas del Plata no suele llegar debido a su tenor más salobre de sus aguas. Durante crecientes del Paraná algunas especies alcanzan a penetrar en el curso del Salado y sus lagunas interconectadas, pero no logran mantener poblaciones locales a causa de no poder adaptarse a las características de las aguas, más frías, con una frecuente mayor incidencia halina, amén de presentar periódicos cambios en sus variables fisicoquímicas en razón de los ciclos sequía-inundación.
Esta ecorregión está fuertemente invadida por una especie de pez exótico, la carpa común.
Ecorregión de agua dulce Patagonia
Esta ecorregión se conformó, entre otras, con las ecorregiones: “Río Colorado”, “Río Limay-Neuquén-Río Negro”, “Meseta Somuncurá”, “Río Chubut-Río Chico” “Río Deseado”, “Río Coyle”, “Río Santa Cruz-Río Chico”, “Río Gallegos”, “Magallanes/Última Esperanza”, “Tierra del Fuego-Río Grande” e “Islas Malvinas”. Cubre todos los biotopos de agua dulce argentinos el sur de las provincias de Mendoza, La Pampa y Buenos Aires, continuando hacia el sur por las del Neuquén (salvo la cuenca del lago Lácar), Río Negro, Chubut, Santa Cruz y Tierra del Fuego, Antártida e Islas del Atlántico Sur, si bien no hay peces continentales en la Antártida ni en las islas Georgias del Sur ni en las Sandwich del Sur, sí los hay en las islas argentinas del archipiélago fueguino y en los arroyos malvinenses.
Comprende desde las cuencas de los ríos Limay-Neuquén- Negro por el norte, siguiendo hacia el sur por los arroyos que bajan desde la meseta de Somuncurá, las cuencas de los ríos Chubut- Chico, Deseado, Santa Cruz-Chico, Coyle, Gallegos, la del Grande de Tierra del Fuego y los restantes biotopos de agua dulce del archipiélago homónimo, de las islas Malvinas y las cuencas endorreicas patagónicas.
Sus especies nativas se han visto enfrentadas a numerosas especies de salmónidos exóticos, por lo que muchas de ellas ahora son raras de localizar.
Ecorregión de agua dulce lagos valdivianos
Esta ecorregión comprende los drenajes de pendiente del Pacífico del centro-sur de Chile. Penetra en la Argentina gracias a uno de ellos, el río Valdivia, el que tiene una importante cuenca cabecera situada en el oeste del Neuquén, es la hoya del lago Lácar.

#### Ecorregiones marginales
Algunas de las ecorregiones de agua dulce argentinas apenas penetran en su territorio, otras son solo fronterizas y otras lo alcanzan de manera ecotonal, por alteraciones antrópicas de las barreras que impedían su natural llegada.
Ecorregión de agua dulce Titicaca
Esta ecorregión es característica del altiplano norte de Sudamérica en altitudes por sobre los 3300 m s. n. m., teniendo su máxima representación en el gran lago Titicaca, cubriendo además los lagos y arroyos que estructuran su cuenca endorreica, junto a varias cuencas hidrográficas menores de lagos salados y salinas situadas en el sector sudoeste. Desde Bolivia penetra muy marginalmente en el extremo noroeste de la Argentina, en sectores fronterizos del noroeste de Jujuy en las cabeceras de quebradas que drenan hacia la laguna Coruto, como el río homónimo y torrentes menores.
Ecorregión de agua dulce pendiente del Pacífico andina austral
Esta ecorregión comprende principalmente las cuencas de pendiente del océano Pacífico del centro de Chile. Además le son asignadas algunas cuencas que rodean el área de los más altos volcanes del planeta, en la zona del nevado Tres Cruces y el nevado Ojos del Salado, situadas entre los cordones de la cordillera andina en zonas fronterizas de la Argentina, en el oeste de Catamarca.
Ecorregión de agua dulce Paraná superior
Originalmente la ictiofauna de esta ecorregión no alcanzaba las aguas fluviales argentinas en razón de que era detenida por los grandes saltos del Guairá, sobre el río Paraná superior, pero con la construcción de la represa de Itaipú, la cual cubrió esas cataratas con un enorme embalse, el área de este lago artificial también fue incluida. Como el dique de dicha represa permite transponer a los peces del embalse hacia las aguas situadas bajo el mismo, por intermedio de sus vertederos primero, y luego por un canal construido ex profeso para posibilitar la migración desde aguas abajo hacia el embalse, las especies que otrora eran endémicas de las aguas situadas río arriba de las cataratas, y que luego invadieron todo el lago artificial, ahora pueden expandir su geonemia hacia el sur, en sectores del río Paraná con las mismas características físicoquímicas, habiéndose capturado por esta razón, ejemplares de esas especies en el extremo nordeste de la Argentina (en la zona de Puerto Iguazú, Misiones y aún aguas abajo), por ejemplo la corvina de río gigante y el dorado plateado. Como contraparte, las especies endémicas del Paraná inferior pudieron invadir las aguas superiores. Es por ello que el límite con la ecorregión de agua dulce Paraná inferior (ubicada inmediatamente hacia aguas abajo de esta) pasó a ser ecotonal o más difuso, y no drástico como era originalmente.
Ecorregión de agua dulce Paraguay
Esta ecorregión solo se hace presente de manera limítrofe en el norte de la Argentina, en el extremo oriental de las provincias de Formosa y Chaco, en el canal principal del río Paraguay, ya que su lado occidental es la frontera con la ecorregión del Chaco. Está más extendida en el centro-este del Paraguay y en el centro-sur del Brasil, correspondiéndole a esta las aguas del enorme humedal conocido como Pantanal.

## Adaptaciones a hábitats hostiles
En la Argentina, muchos ambientes hostiles para casi la totalidad de los peces fueron colonizados por algunas especies, las que exhiben características únicas para sobreponerse al medio.

### Adaptaciones a aguas termales
En la Argentina, especialmente en la región chaqueña y en la de la Puna, son habituales los arroyos y ríos formados por manantiales de origen geotermal. Estos biotopos presentan algunas características hostiles para los peces, entre las que se encuentran déficit permanente de oxígeno, altas concentraciones de sales (en forma de cloruros, boratos, sulfatos y carbonatos) elevadas temperaturas todo el año y altos niveles de salinidad, alcalinidad y dureza. A pesar de ello, varias especies de peces se han adaptado a vivir permanentemente en este ambiente extremo. Entre las adaptaciones que les permiten prosperar se observan respiración cutánea como complemento a la branquial, filamentos branquiales más desarrollados y alargados. Estos no solo aumentan el volumen de oxígeno captado sino que también ayudan a disipar el calor excesivo del interior del cuerpo del animal. Además, dichas branquias les ayudan a su regulación osmótica y química gracias a poseer una función excretora de desechos metabólicos (que complementa la del sistema renal).

### Adaptaciones a biotopos de elevada altitud
Un ambiente difícil para la vida de los peces es el de alta montaña, en razón de la aridez, bajas temperaturas, intensidad de los rayos solares, etc. Aun así, un total de 45 especies viven en hábitats cordilleranos andinos del país, registradas por sobre los 1000 m s. n. m. de altitud. Un 40 % de ellas lo representa una única familia: Trichomycteridae, con 3 géneros y 18 especies, alcanzando altitudes de hasta 4800 m s. n. m. en el caso de Trichomycterus roigi en la provincia de Jujuy. y otras dos especies del mismo género por sobre los 3000 m s. n. m.

### Adaptaciones a vivir en aguas frías
Las temperaturas disminuyen con la altitud y el aumento de la latitud. Tanto en la Patagonia como en la alta cordillera hay algunas pocas especies que soportan aguas extremadamente frías, con su superficie congelada y que sobre la superficie presenta temperaturas inferiores a los -20 °C. Tal es el caso de los bagrecitos conocidos localmente con el nombre de yuskas, pertenecientes al género Trichomycterus: T. belensis, T. yuska y T. roigi, las cuales viven en la cordillera andina de las provincias de Salta, Jujuy y Catamarca en altitudes por sobre los 3000 m s. n. m.
Los peces logran sobrevivir gracias a que buscan los pozones de aguas algo más profundas, ya que allí disminuye el punto de congelación en razón del aumento de la presión con la mayor profundidad, logrando un “soportable” 1 °C. Si esto no es suficiente, estrategias fisiológicas les ayudan, por ejemplo en las capas epidérmicas forman cristales de hielo y, en conjunción, acumulan glicoproteínas, ya que estas actúan como anticongelantes naturales al impedir la adición de nuevas moléculas a los cristales de hielo ya formados. Esta técnica es denominada “sobreenfriamiento”.

### Adaptaciones a aguas pobres en oxígeno

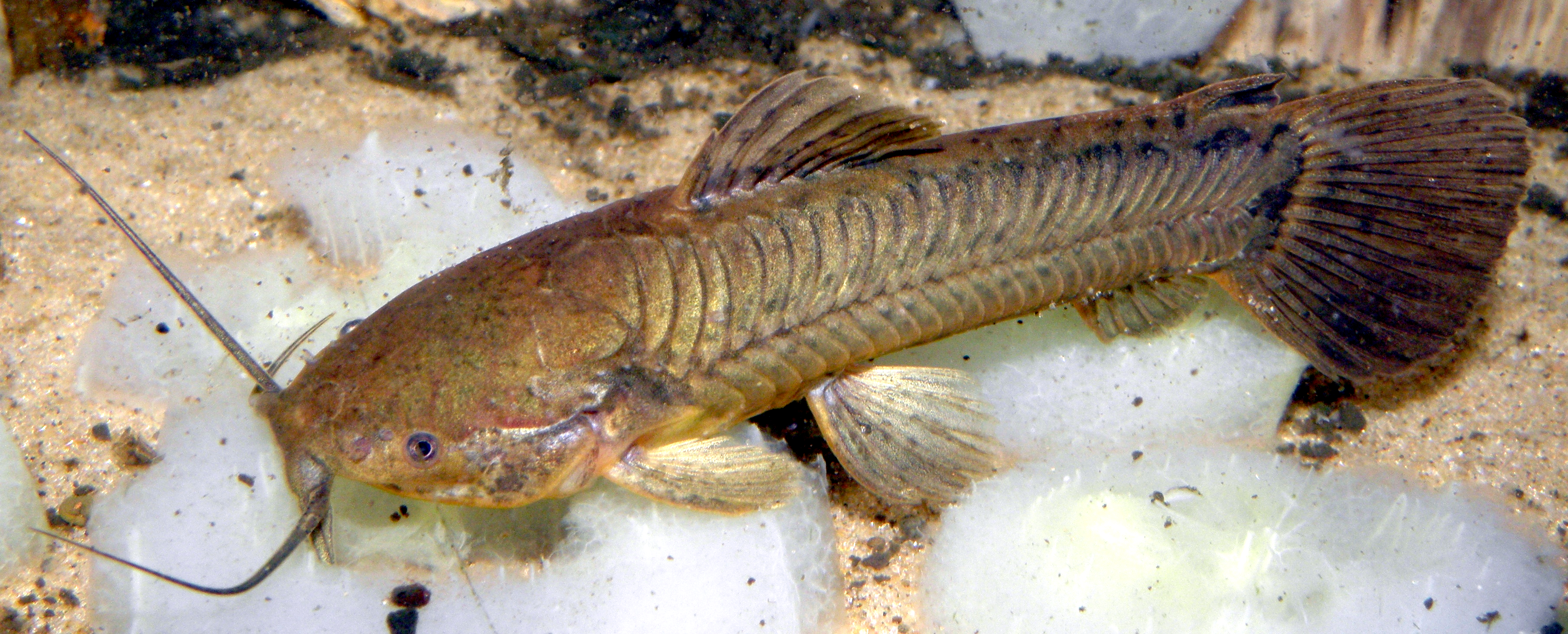
Callichthys callichthys.

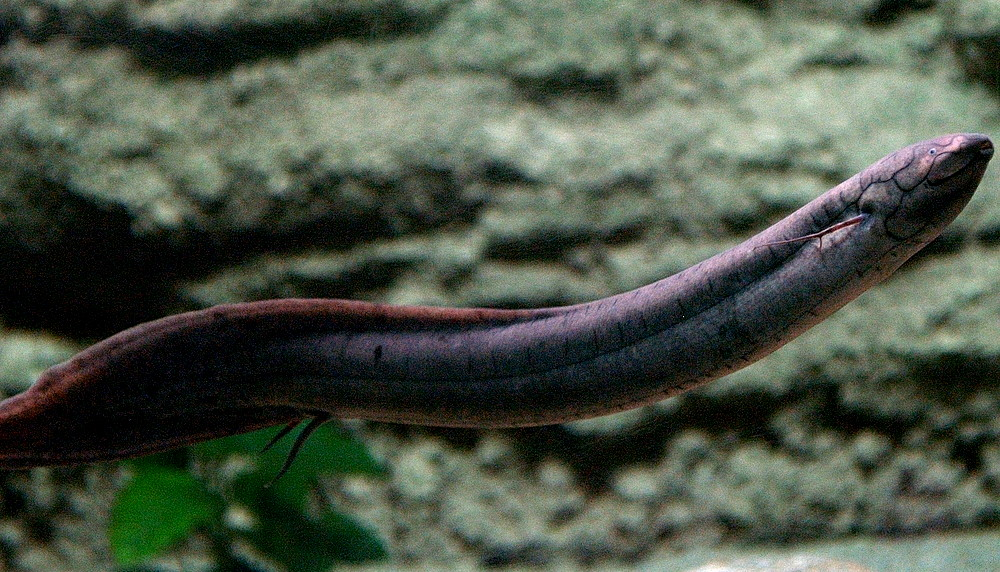
Pez pulmón (Lepidosiren paradoxa).

Algunos biotopos son pobres en oxígeno, lo que hace que en los días cálidos, para contrarrestar el efecto que determina que a mayor temperatura la concentración de este gas disminuye, los peces comunes “boqueen” en la superficie para aprovechar la porción del agua en contacto con el aire la cual posee más porcentaje de oxígeno. Esto los debilita y expone a los predadores. Es por esta razón que algunas especies de peces poseen adaptaciones para utilizar en su respiración directamente el aire atmosférico.
Una de ellas es la anguila, la cual a la tradicional respiración branquial suma otra intestinal bucofaríngea mediante el llenado de aire de su expandida cámara branquial (la cual está muy irrigada de capilares), lo que le permite permanecer fuera del agua durante varias horas. Incluso con poca actividad puede realizar intercambio de oxígeno a través de la piel. Las morenitas también emplean un mecanismo respiratorio por cavidad muy vascularizada.
Los callíctidos, como los cascarudos o tamboatás (Callichthys callichthys, Hoplosternum littorale y Lepthoplosternum pectorale) y barrefondos, también toman una burbuja de la superficie pues pueden utilizar una segunda respiración gracias a sus intestinos posteriores (provistos de paredes especialmente modificadas para este fin). En el caso de los barrefondos o tachuelas su intestino es más largo de lo normal, lo que le permite acumular allí el aire que captura desde la superficie.
En el caso de las viejas del agua, la hematosis se produce en sus estómagos, los que poseen paredes muy delgadas e irrigadas.
El pez pulmonado también se ha adaptado a tomar cada cierto tiempo una bocanada de aire desde la superficie, ya que ha transformado su vejiga natatoria en un pulmón, órgano fundamental en su respiración ya que sus minúsculas branquias solo proporcionan el 2 % del oxígeno que precisa. Otro pez que también respira aire atmosférico mediante su vejiga natatoria es la tararira ñata así como también la tararira común.

### Adaptaciones a cambios en la salinidad de las aguas

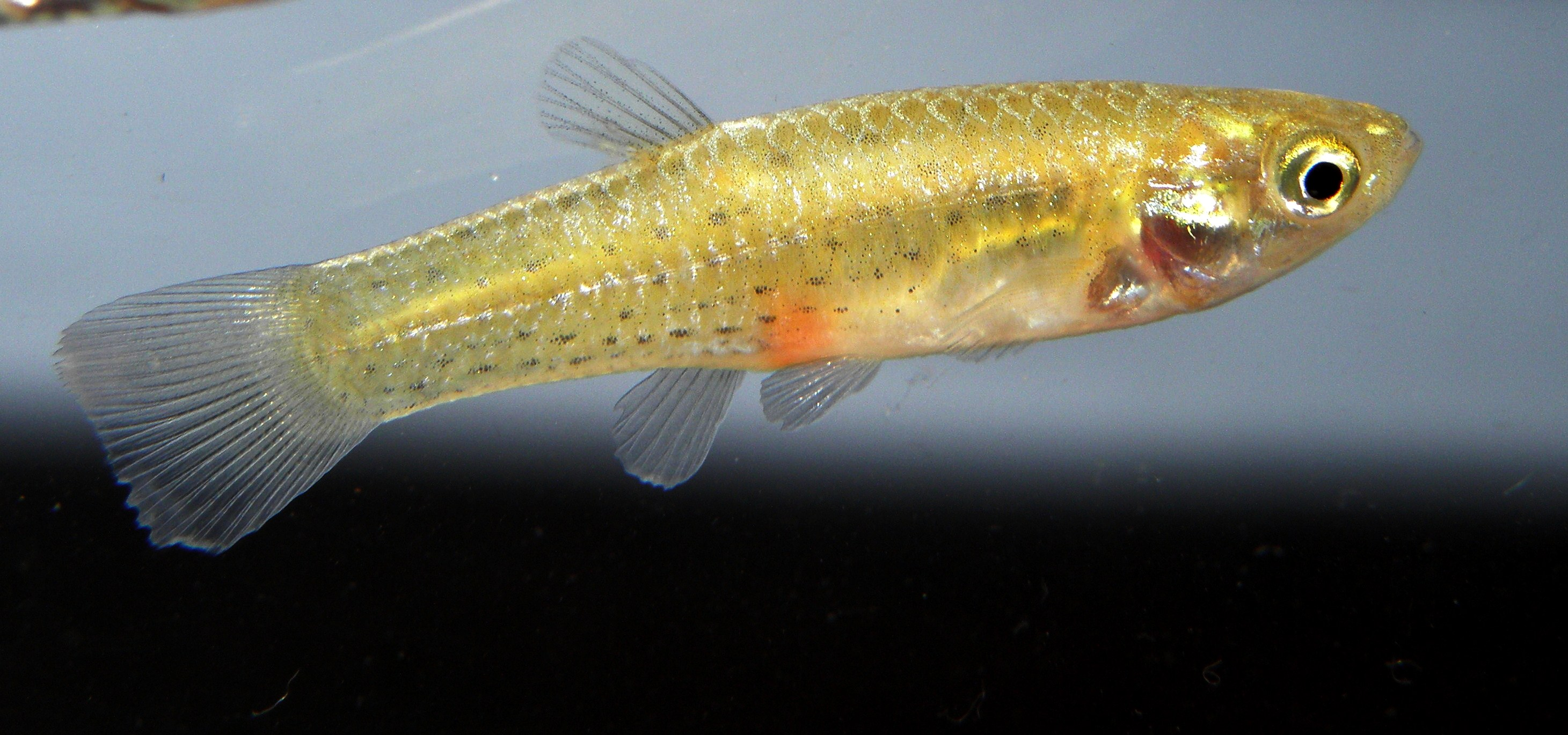
Listado (Jenynsia multidentata).

Muchas especies argentinas dulceacuícolas se desarrollan o se reproducen en aguas con elevado tenor halino, son los denominados peces anfibióticos, los que su eurihalinidad les permite adaptarse a dos mundos acuáticos antagónicos, cada uno de ellos con sus propias comunidades bióticas. Todas estas especies emprenden alguna migración para cumplir con algunas etapas de su ciclo biológico. Las lisas se reproducen en el mar y migran a las aguas dulces a alimentarse. Por el contrario, otras especies, como las sardinas o anchoas de río o la mandufia, hacen una migración inversa.
En general, con respecto al agua que los rodea, los peces dulceacuícolas son hiperosmóticos. Gracias a la excreción de abundante y diluida orina y a la toma activa de iones (a través de sus órganos branquiales), logran compensar la pérdida de estos y al mismo tiempo la ganancia pasiva de agua.
Algunas de las especies argentinas de pequeños biotopos son eurihalinas, y soportan grandes cambios en la concentración salina de sus ambientes debido a un patrón climático que define temporadas de lluvia-estiaje. Por ejemplo es el caso del listado, en época de sequía la conductividad eléctrica de su medio puede elevarse hasta superar los 3500 μS/cm; por el contrario, en época de lluvias suele decrecer hasta los 800 μS/cm. Para poder adaptar su osmorregulación a estos cambios, las células clorídeas de sus branquias aumentan en número y tamaño (al elevarse el tenor salino), haciendo lo opuesto al bajar.

### Adaptaciones a vivir en napas freáticas
En el mundo son pocos los peces que logran habitar en napas freáticas. Su captura ocurre de manera ocasional, generalmente en pozos construidos para la provisión de agua o cuando emergen a cuerpos de agua temporarios de la superficie por un brusco ascenso del nivel de las aguas subterráneas asociado a lluvias de intensidad anormal. Se conoce por lo menos una especie de pez argentino estigobionte, es decir que vive en aguas subterráneas (napas freáticas): Silvinichthys bortayro. Esta especie fue capturada en un pozo artificial de 1 metro de diámetro y 10 m de profundidad, ubicado en la zona del río Arenales en Salta. Posee características estigomórficas, es decir, modificaciones morfológicas extremas que se registran en habitantes de ambientes subterráneos (donde reina el silencio y la oscuridad), por ejemplo mayor desarrollo de los poros sensoriales, de las papilas y del número de órganos ampularios, y a su vez varias reducciones, en la pigmentación corporal, en el número de radios de la aleta pectoral, en el diámetro del ojo, en la cintura y la aleta pélvica, en los odontoides del interopérculo y del opérculo, etc. Su cuerpo es algo translúcido, permitiendo la observación de la columna vertebral y el intestino, además de las regiones branquial y pectoral, estas de un color rojizo en razón de que transparentan los vasos sanguíneos.
Algunas otras especies poseen características que podrían indicar que presentan una forma de vida estigófila, es decir, pueden vivir alternadamente tanto en aguas superficiales como en subterráneas: Trichomycterus ramosus exhibe abundante grasa cefálica y cortas barbillas ramificadas más de una vez; T. catamarcensis no posee cintura pélvica y muestra en la cabeza una reducción del canal sensorial supraorbital.
Se han descrito otras especies que pueden utilizar las napas, por lo menos, como un medio de traslado, siendo capturadas en pozos de agua alejados de los ríos y que no sufren inundaciones.

### Adaptaciones a vivir en torrentes montañosos
Muchas especies logran vivir en arroyos serranos o de montaña, en ambientes de aguas de corrientes rápidas y límpidas, por lo que poseen adaptaciones morfológicas torrentícolas. Para no ser arrastrados río abajo por la fuerza de la corriente algunas especies de Loricáridos logran sujetarse al sustrato rocoso mediante su boca, la que forma un gran disco adhesivo en ventosa ventaja a la que se le agrega la presencia de garras en la zona opercular. Algunos silúridos de la familia Trichomycteridae muestran un cuerpo anguiliforme el que les es adecuado para penetrar y aprovechar las hendiduras y espacios entre las rocas.

### Adaptaciones a vivir en aguas turbias
Las aguas muy turbias son frecuentes en el norte de la república, por lo que muchas especies han logrado órganos especiales para movilizarse y encontrar los componentes de su dieta mediante el sentido del tacto sin necesidad de utilizar la vista. Destacan en esto los siluriformes, con varias decenas de especies provistas de largos bigotes táctiles, algunos tan largos como el pez mismo, los que les permiten ir palpando el fondo limoso en busca de alimento.

### Adaptaciones a la desaparición anual del biotopo
En la llanura chacopampeana muchos de los biotopos se secan por completo en la época cálida (en la pampa) o en la de falta de lluvias (en el invierno chaqueño). Algunos peces, de distintos órdenes, han logrado colonizar estos ecosistemas temporales, empleando para ello distintas estrategias.
Algunas especies, ante el desecamiento del bañado o estero, durante la noche directamente se trasladan por tierra hasta otro humedal que haya conservado algo de agua. Entre estos peces encontramos la anguila y los cascarudos comunes y choclitos. La primera repta como una serpiente; y los segundos “caminan” sobre el suelo mediante golpes de la aleta caudal y movimientos en los que se valen de las aletas pectorales (las que poseen un primer radio muy duro).
Otra sorprendente estrategia es la que aplica el pez pulmonado en los esteros del Chaco húmedo cavan en el fondo de los esteros una cámara, en la cual permanecen en estado latente hibernando, volviendo a emerger luego de las primeras lluvias primaverales. La propia anguila también puede emplear un método similar, el cual le permite permanecer allí en letargo hasta la llegada de nuevas lluvias. Esta adaptación es tan notable que incluso puede continuar funcional durante una espera de varios años.
Cuando en la temporada desfavorable determinados ríos de montaña se secan, algunos silúridos que los habitan (por ejemplo Trichomycterus pseudosilvinichthys en La Rioja o Silvinichthys gualcamayo en San Juan) logran sobrevivir metiéndose en el sustrato blando hasta la llegada de nuevas lluvias.
La más sorprendente es la que emplean la mayoría de las especies de rivúlidos. Ante la intensa presión evolutiva que significa el desecamiento de los charcos donde habitan han logrado un aceleramiento de su ciclo biológico, el cual desde que nacen hasta que mueren dura solo algunos meses (el más corto de todos los vertebrados). Esto se debe a que sus huevos tienen adaptaciones para soportar el desecamiento del charco, permaneciendo durante el verano pampeano (o el invierno chaqueño) enterrados en el barro seco a pocos centímetros de la superficie, teniendo asimismo la adaptación de entrar en completa latencia, interrumpiendo su desarrollo embrionario, en espera de que nuevas lluvias vuelvan a llenar el charco, momento detonante para que los alevines nazcan a las pocas horas, alimentándose con voracidad crecen rápidamente para poder reproducirse a partir de los 3 meses de vida, intentando así ellos también enterrar sus huevos antes que el charco se vuelva a secar, decretando su muerte.

## Estrategias reproductivas

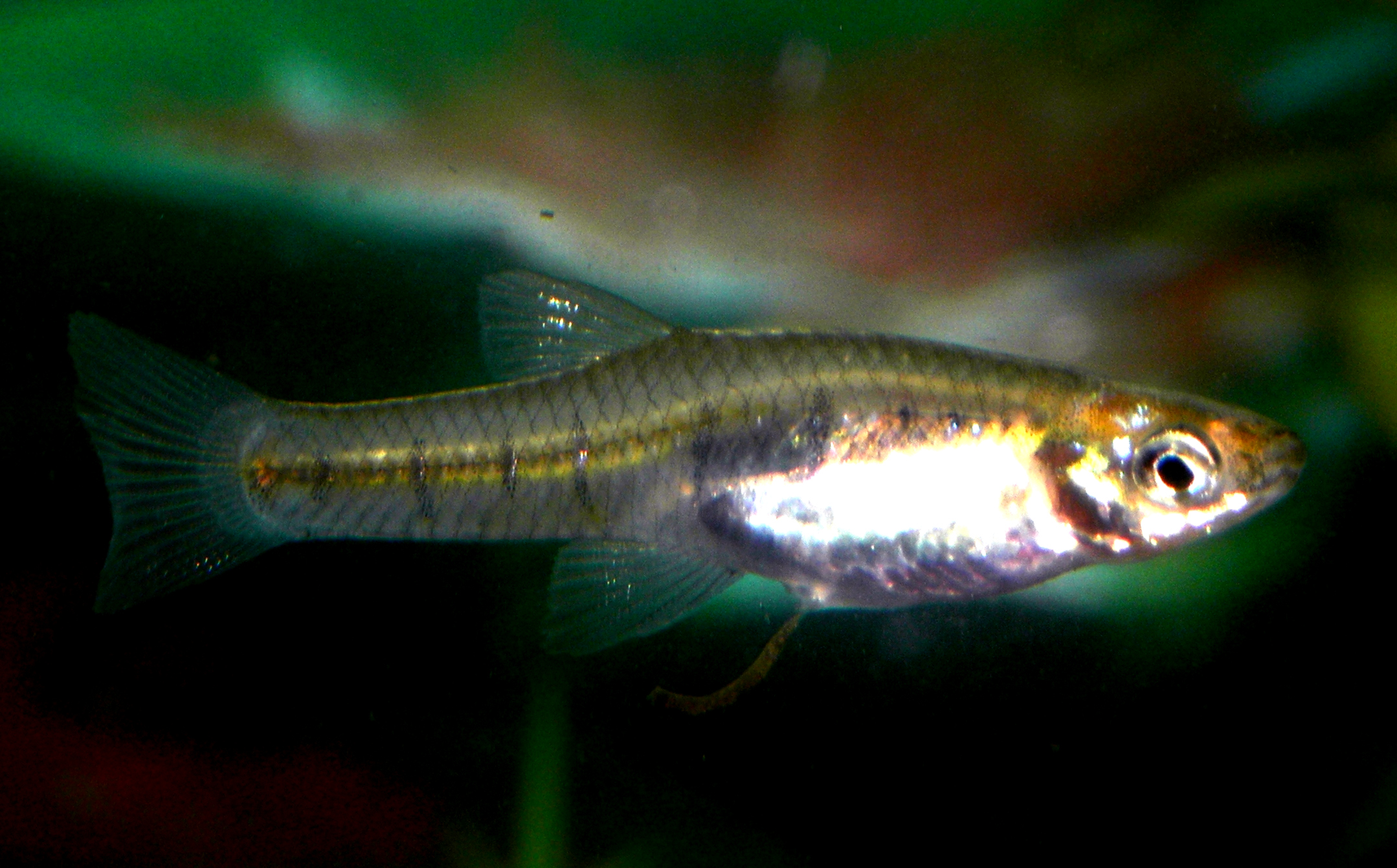
La madrecita de diez manchas, como los otros poecílidos, es ovovivípara: al tener fecundación interna las hembras dan a luz alevines completamente formados.

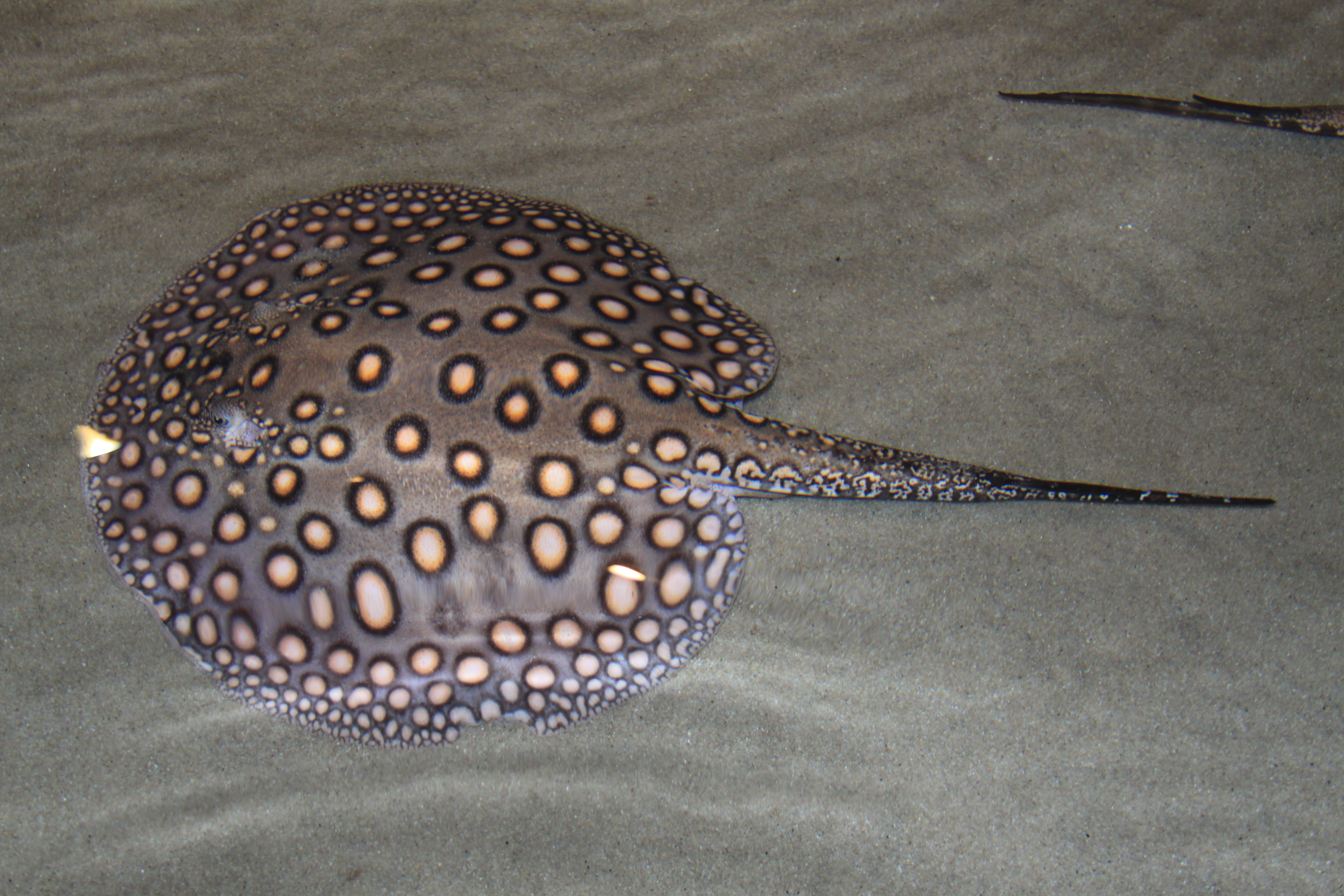
Chucho o raya de río (Potamotrygon motoro). Los machos de las especies de rayas de río que habitan en este país poseen un órgano copulador denominado “pterigopodio”.

Además de la ya comentada de los rivúlidos, otros peces continentales argentinos poseen curiosas estrategias a la hora de dejar descendencia.
Los poecílidos, conocidos con el nombre de madrecitas, tosqueritos u orilleros, poseen ovoviviparismo, ya que teniendo fecundación interna las hembras dan a luz a sus alevines completamente formados, no huevos. Otra curiosidad es que las aletas anales del macho se han modificado para formar con ellas una suerte de pene, un órgano copulador denominado gonopodio, el cual sacudo cuando persigue sexualmente a una hembra.
Las rayas de río también presentan un proceso reproductivo similar al anterior, denominándose el órgano copulador del macho “pterigopodio”.
Las restantes especies poseen fecundación externa, por lo que la unión del esperma con los gametos ocurre en el agua, si bien varía en las especies el rol que juegan con respecto a los huevos producidos y las eventuales crías. La mayoría se desentiende; otras especies, como muchos cíclidos, son feroces cuidadores de huevos u crías, aunque en ambos casos el cuidado no ocurre dentro de su cuerpo, si bien entre los cíclidos hay especies que al nacer las larvas, toda la prole es protegida dentro de la boca de los padres.
Más interesante es lo que realizan algunas especies, en donde la incubación se realiza dentro de la boca, por ejemplo en algunos integrantes del género Gymnogeophagus y en las viejas del agua; en estas últimas los machos toman los huevos fecundados y los retienen en sus bocas, bajo el labio inferior hipertrofiado hasta la eclosión de los alevines.
En los barrefondos la hembra forma con sus aletas abdominales un saco donde el macho deposita el esperma; posteriormente ella libera allí los huevos y en esa bolsa se produce la fecundación.
La anguila presenta una atípica biología reproductiva. Existen 3 clases de individuos: (a) los tradicionales machos y hembras primarios (con testículos y ovarios respectivamente), (b) machos secundarios originados por reversión sexual de hembras y, (c) ejemplares intersexos que se generan por un reemplazo del tejido ovárico por tejido testicular.
Esto es una estrategia para facilitarle la supervivencia en ambientes difíciles (generalmente en zonas de prolongadas sequías extremas), donde luego de intensos fenómenos climatológicos pudiesen haber sobrevivido solo individuos de un solo sexo.

## Alimentación

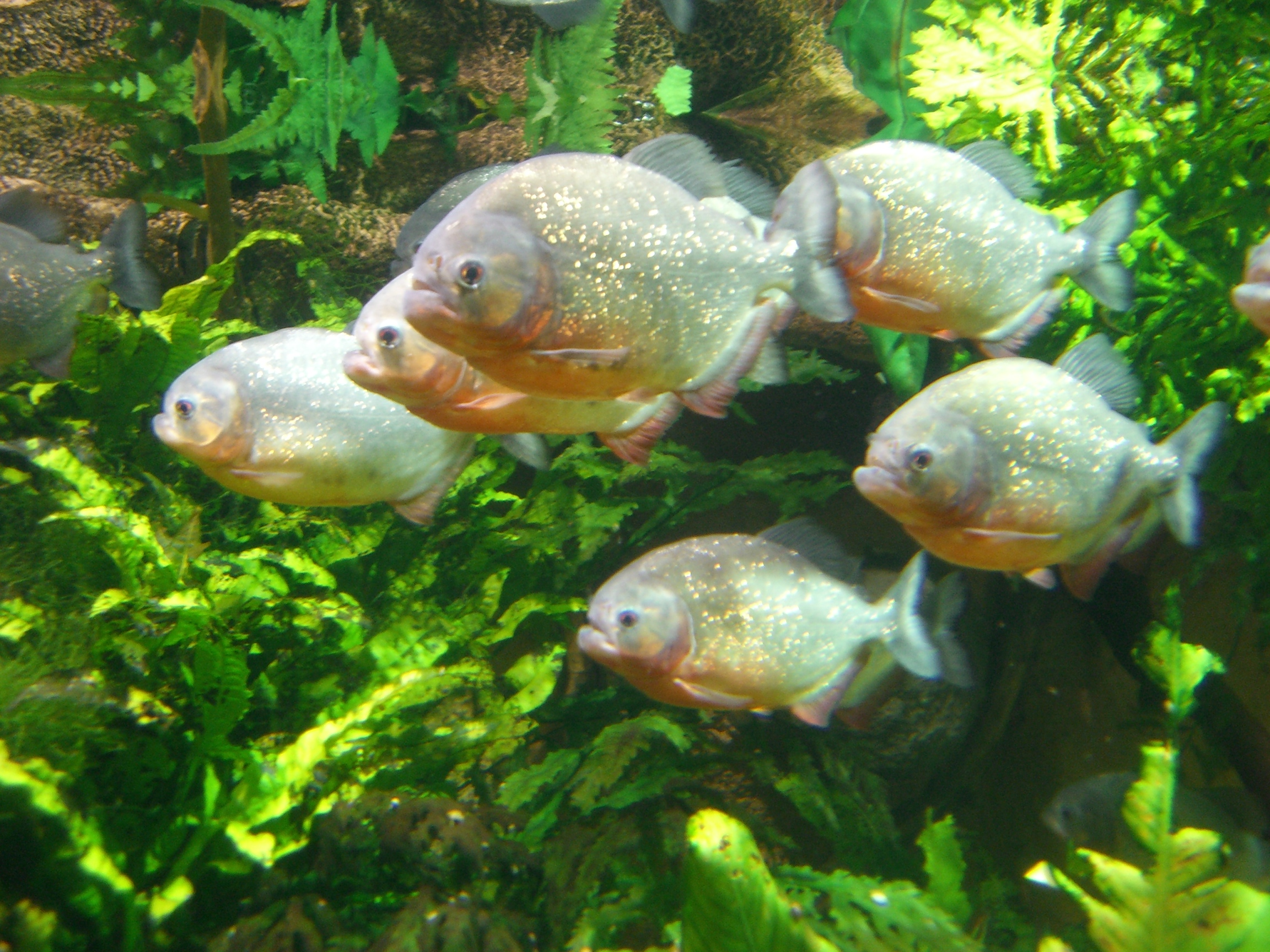
Cardumen de palometa mora (Pygocentrus nattereri).

Los peces dulceacuícolas argentinos poseen dietas sumamente variadas, y para obtenerlas cuentan con notables adaptaciones.
Entre los variados hábitos alimenticios de los peces de la Argentina, uno de los más extraños es el régimen sanguívoro, la especialización en succionar sangre de otros peces, por lo que las especies que hacen esto poseen adaptaciones que lo facilitan: cuentan con pocos dientes, pero estos son similares a garras o ganchos lo que les permite sujetarse firmemente a los arcos branquiales o mucosas de grandes peces de cuya sangre se alimentan, extrayéndola de los filamentos de las agallas; cuando se han saciado, salen del pez y se entierran en la arena. Entran (y salen) de la cámara branquial durante los movimientos de respiración del huésped. Entre las especies con este hábito se encuentran el llamado sanguijuela chupa sangre o pirá cangú y el chupa-chupa. El camarón, en cambio, se alimentaría solo de las escamas y la mucosidad de la piel.
En algunos casos reportados la parasitosis sobre el ejemplar de pez que actúa como huésped es masiva, alimentándose de él miles de ejemplares (de 1 a algo más de 2 cm de largo), cada uno por intervalos de 1 a 3 minutos, llegando en ocasiones a causar la muerte del infortunado. Esto suele sucederle a los grandes siluriformes capturados por los pescadores y retenidos vivos en jaulas dentro de los ríos en espera del momento de su venta. Estos hematófagos poseen una conformación corporal “anguiliforme”, lo que les facilita el penetrar en cavidades estrechas, por lo que son temidos y detestados por las poblaciones humanas ribereñas (especialmente en el caso de especies amazónicas), ya que en ocasiones penetran en las cavidades corporales de bañistas (pene, vagina, uretra y recto), provocándoles dolorosas lesiones y su obligada extirpación quirúrgica bajo anestesia general, dado que cuentan con espinas retrorsas en la zona opercular que ocasionan desgarros e importantes sangrados en caso de emplear la extracción mecánica por el mismo conducto en el cual han penetrado.
Algunas especies emplean cualidades electrógenas para generar un campo electromagnético alrededor de sus cuerpos, lo que les permite, entre otras utilidades, detectar a sus presas; este es el caso de los Gymnotiformes.
Posiblemente de todos los peces argentinos, los más conocidos en lo que respecta a sus dietas y cómo las obtienen sean las pirañas, también llamadas localmente “palometas”. Estos peces son agresivos predadores piscívoros, nadan en grandes cardúmenes en busca de alimento, el que generalmente atacan con decisión. En las aguas argentinas tienden a ser más individualistas que las poblaciones amazónicas de las mismas especies, las responsables de la fama mundial que estos legendarios peces poseen, si bien en las aguas del río Paraná han ocurrido centenares de accidentes con bañistas, algunos con la gravedad que caracteriza a las amputaciones de dedos, al estar armadas de fuertes y filosos dientes, con poder cortante como bisturíes.
Otros peces Characiformes ictiófagos, predadores de aguas libres de río abierto, persiguen a los bancos de sábalos y bogas además de mojarras y otras especies menores. Son nadadores veloces con una boca provista de potente dentición de con piezas caniniformes. Este grupo está representado por el dorado, el chafalote, el pirapitá y los grandes dientudos. Con una dieta similar pero con necesidades más demersales (prefieren aguas más profundas) se encuentran los grandes siluriformes: el patí, el manguruyú y los surubíes atigrado y pintado.
Un pez de dieta llamativa es el pacú, el cual, si bien puede alimentarse entre otros ítems de moluscos e insectos, destaca por su particular predilección por los frutos de árboles ribereños. En época de fructificación de alguna especie, suele buscar ejemplares que su follaje se extienda sobre las aguas, y allí bajo su sombra esperan la caída de los frutos para devorarlos apenas llegan al agua. Los pescadores suelen intentar capturarlos empleando frutos de plantas silvestres como carnada. La destrucción de la selva en galería afecta a las poblaciones de este pez.
Muchos peces argentinos emprenden largas migraciones entre los sitios reproductivos y los alimenticios, al asociarse a pulsos de inundación que permiten conectar las aguas del río con esteros, madrejones, lagunas y otros humedales marginales al mismo, pero dentro del valle de inundación. Estos traslados pueden alcanzar un total de 1500 km, con movimientos diarios de 43 km, como es el caso de los cardúmenes de sábalos, pasando desde las cuencas del río Uruguay hasta las del Paraná.
Mecanismos para evitar ser comidos
Muchos peces argentinos de agua dulce han logrado desarrollar mecanismos para evitar ser el alimento de otros peces, así como de reptiles, aves y mamíferos acuáticos.
Los órganos más frecuentes para este objetivo son las penetrantes púas que en sus aletas pectorales y dorsales presentan la mayoría de los siluriformes; estas son separadas por el pez de su cuerpo haciendo que sea muy difícil (y hasta peligroso) de tragar por el predador que lo capturó, debiendo desistir del intento de hacerlo, logrando de este modo el pez huir.
Los pescadores que manipulan estos silúridos tienen especial cuidado de no sufrir un pinchazo con una de estas espinas y así evitar que entren a su torrente sanguíneo bacterias y esporas de anaerobios que en estos estoques suelen proliferar.
En las especies del género Trachelyopterus, el sector interno de las aletas pectorales se encuentra fuertemente aserrado; de este modo el pez se defiende con ellas presionándolas fuertemente contra su cuerpo, por esta razón son llamados vulgarmente “bagres apretadores” además de “toritos”.
Entre los siluriformes, los integrantes de la familia Doradidae van un paso más allá, a las púas les suman hileras de fuertes osificaciones que forman afiladas espinas córneas, extendidas en ambos flancos del cuerpo sobre la línea lateral.
Entre las adaptaciones con este propósito, una de las más sorprendentes es la que posee la mojarra voladora, también denominada pez hacha o pechito. Cuando un pez predador las intenta atacar ellas nadan velozmente impulsadas hacia la superficie, salen del agua y literalmente vuelan por más de un metro, desconcertando a quien quería atraparlas. Esto es posible gracias a notables adaptaciones: su comprimido cuerpo es en toda la parte inferior semejante a una hoja cortante, ya que en la cintura pectoral los huesos coracoideos son enormes y están soldados entre sí, formando una quilIa prevental a la manera de un pecho saliente, guardando relación con los músculos que mueven las aletas pectorales propulsoras del vuelo gracias a su rapidísimo batir, además de ser tan largas como la mitad de la longitud del cuerpo.

## Importancia económica y cultural

### Utilidad ornamental

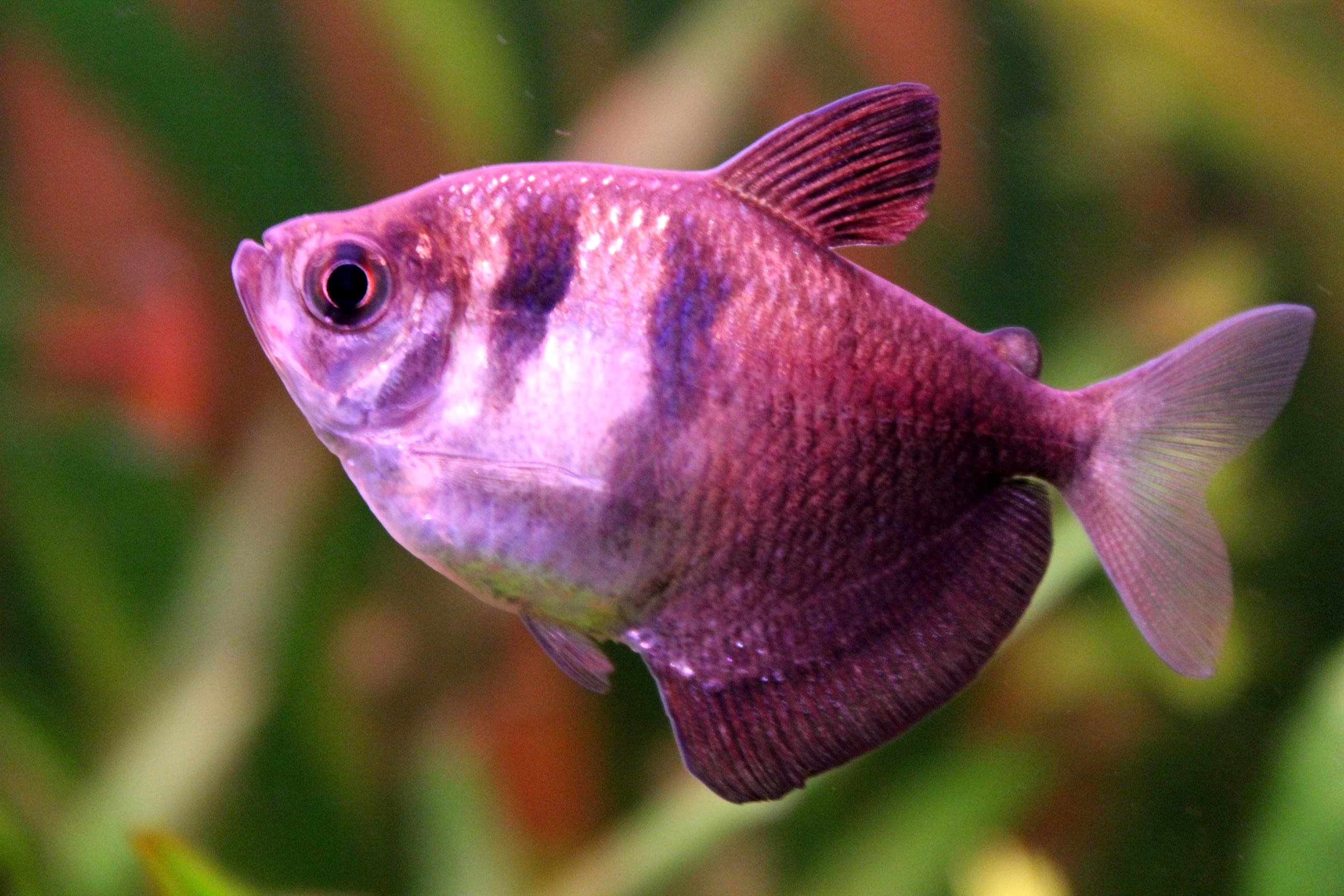
Monjita negra (Gymnocorymbus ternetzi).

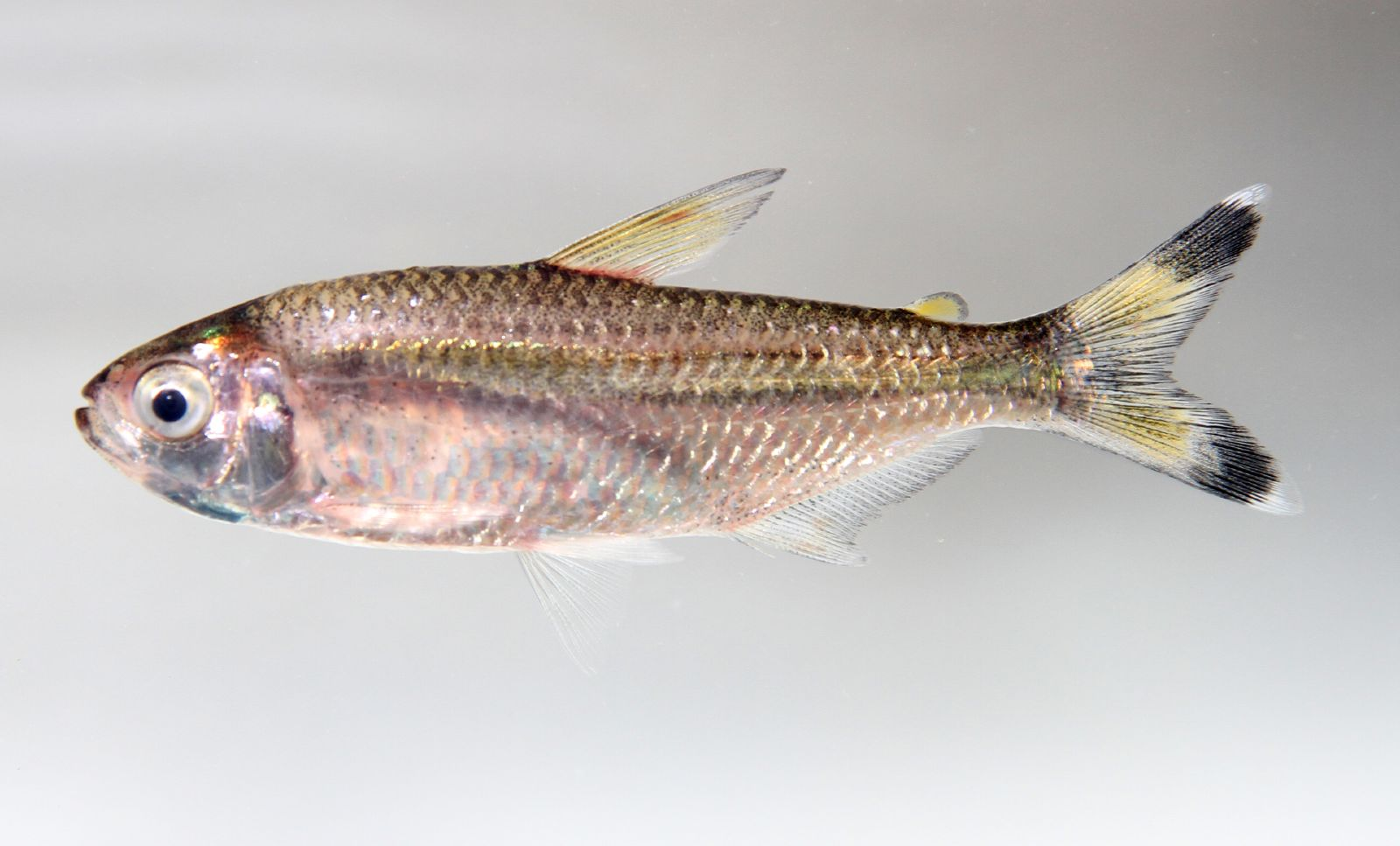
Moenkhausia dichroura.

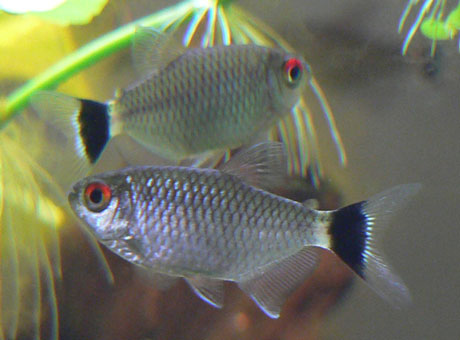
Mojarra o tetra de ojos rojos (Moenkhausia sanctaefilomenae).

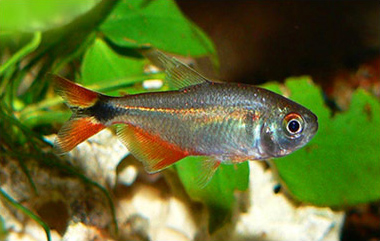
Tetra Buenos Aires (Hyphessobrycon anisitsi).

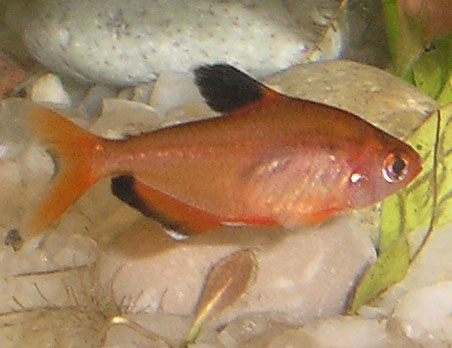
Serpae (Hyphessobrycon eques).

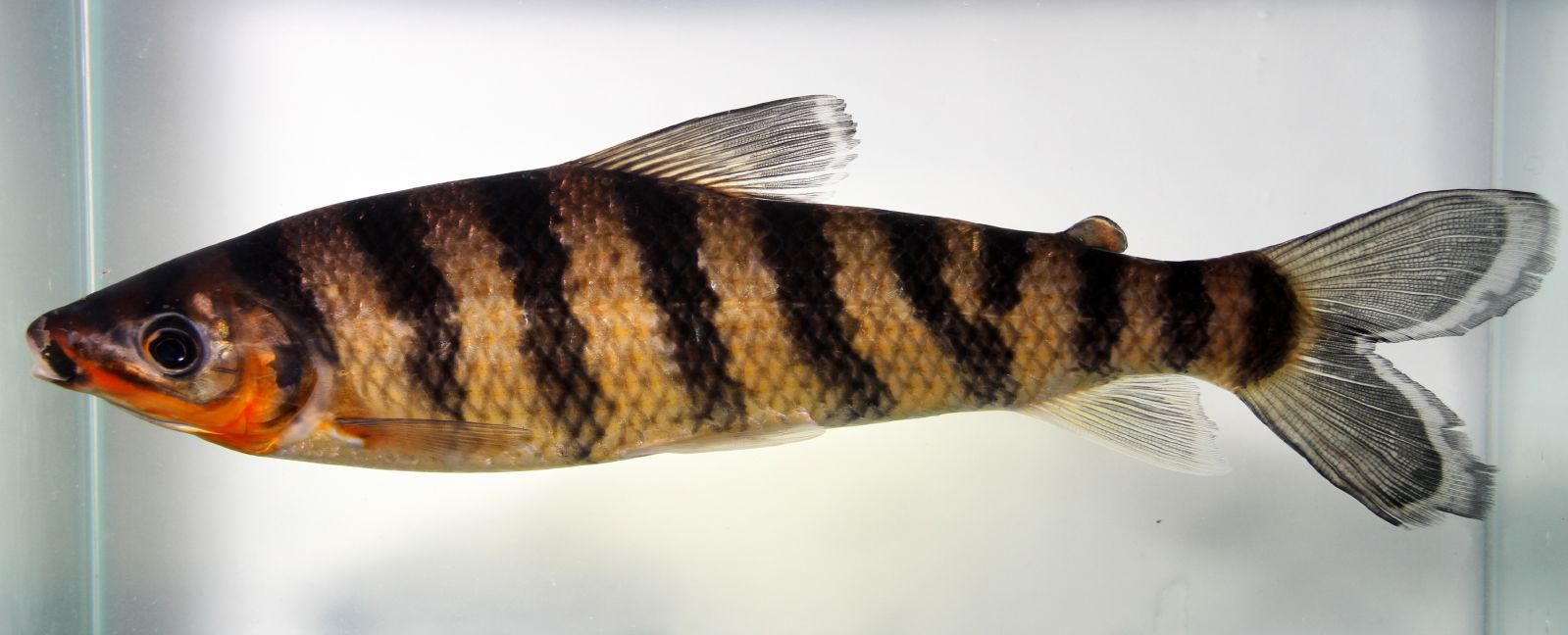
Boga rayada (Leporinus fasciatus).

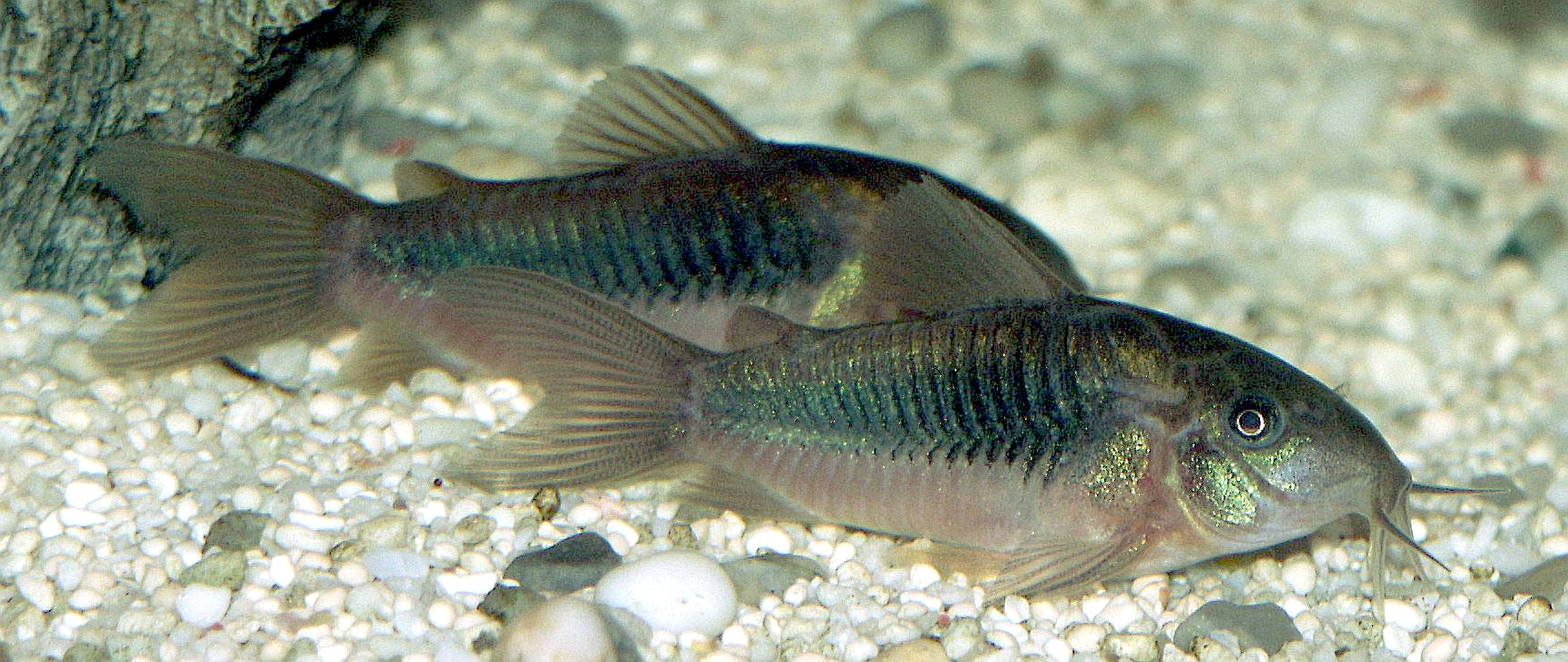
Corydoras aeneus.

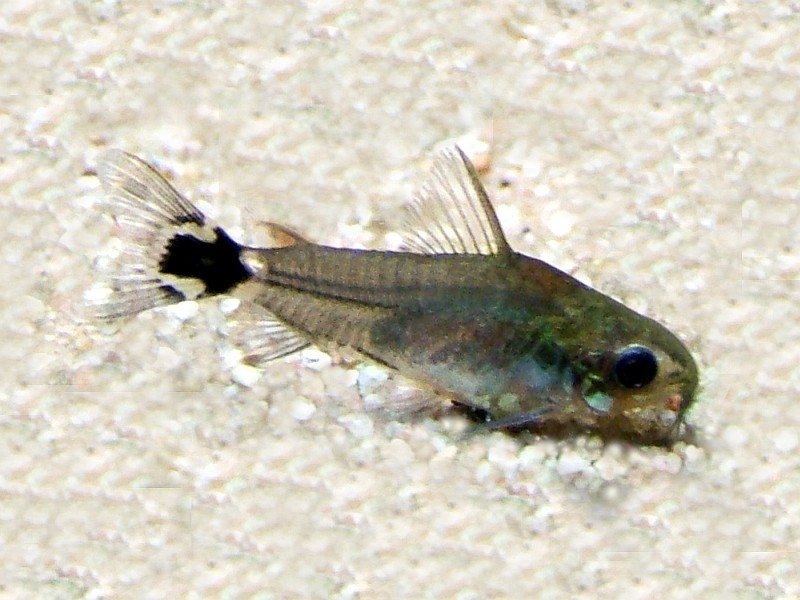
Corydoras hastatus.

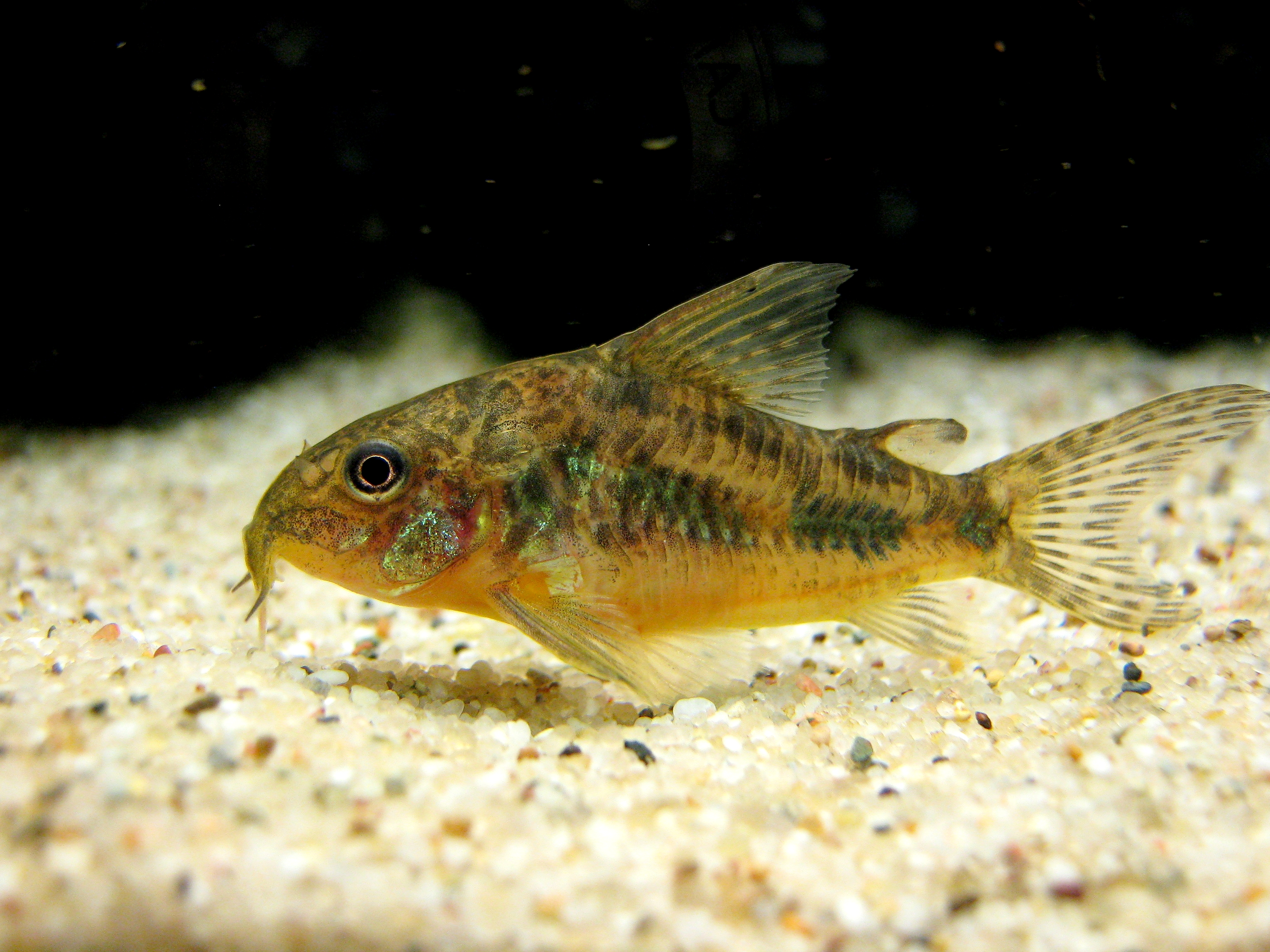
Corydoras paleatus.

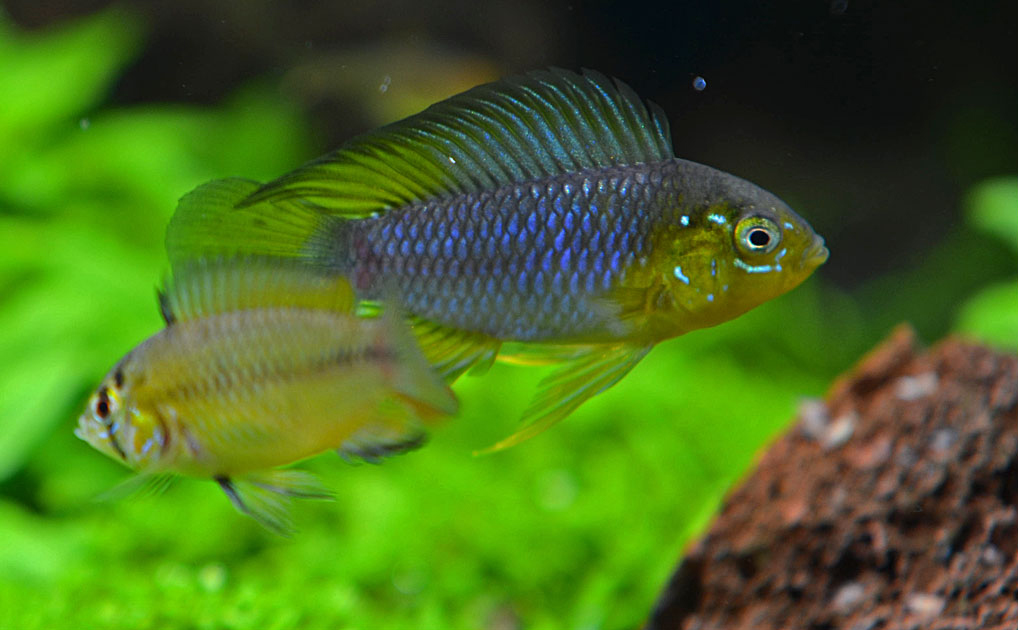
Apistogramma borellii.

Muchas especies dulciacuícolas argentinas son estimadas como peces ornamentales para destinarlas al mercado del acuarismo. Todas son de la subregión brasílica. Son particularmente buscadas las especies bonaerenses, al tener resistencia natural a las bajas temperaturas, por lo que durante décadas resultaron convenientes al acuarismo europeo, siendo exportadas en grandes volúmenes. En razón del prolongado tiempo en que estas especies fueron mantenidas en cautiverio y a su demanda y abundancia en los comercios, en buena parte de los casos han desarrollados variedades solo presentes en los acuarios, entre ellas las albinas y las velíferas.
Entre las especies más populares se encuentran: el tetra Buenos Aires, el tetra serpae, el tetra de ojos rojos, el tetra negro, el tetra cola roja, el tetra federal, el relojito, el pez vidrio, la pirrulina, el jiki, el limpiavidrios, la platidoras, barrefondo austral, barrefondo bronceado, la cinolebia nigripinis, la cinolebia pavito, el óscar del Paraguay, el apistograma azul y amarillo, etc.

### Utilidad alimenticia
Algunos componentes de la ictiofauna continental argentina son objetivo de aprovechamiento directo o indirecto por parte de pesquerías, las que pueden dividirse en dos tipos. La primera es la llamada pesca artesanal, practicada por pescadores que habitan en las riberas de los ríos, utilizando pequeñas embarcaciones y artes frecuentemente de presión limitada, en algunos aspectos con métodos rudimentarios. Es heredera de la utilización del recurso que practicaban los aborígenes antes de la colonización por parte del imperio español, a partir del siglo XVI. En el manejo pesquero fluvial este tipo de captura es generalmente asociado a una explotación sustentable de las existencias ictícolas. Las especies capturadas son variadas, siendo especialmente frecuentes las bogas, sábalos, dorados, palometas, chafalotes, armados y los grandes siluriformes, el patí y los surubíes. Los ejemplares obtenidos son destinados al consumo familiar y a abastecer los mercados locales, principalmente de las ciudades ribereñas, tanto de manera formal (pescaderías) como informal (vendedores ambulantes a los costados de rutas y avenidas).
La segunda pesquería es la industrial, la cual es practicada por empresas mediante embarcaciones mayores, con artes más efectivas, buscando capturas masivas destinadas a la exportación. La principal especie-objeto de estas pesquerías es el sábalo, el cual se desplaza en enormes bancos, siendo este iliófago-detritívoro el pez que representa la base de la cadena alimentaria del Plata, al componer porcentualmente entre el 50 y el 90 % de la biomasa total y de los volúmenes de captura en algunos sectores. El sábalo emprende extensos desplazamientos migratorios, segmentados en dos diferentes stocks genéticos.
En las lagunas de la llanura pampeana el pez clave en las pescarías es el pejerrey.

### Utilidad deportiva

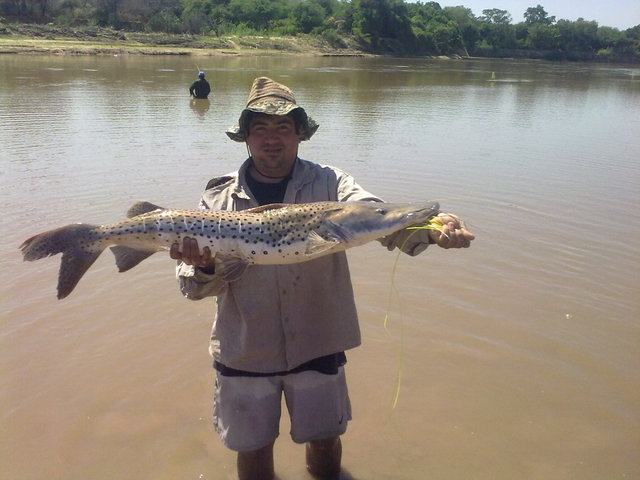
Pesca del surubí pintado en el río Bermejo.

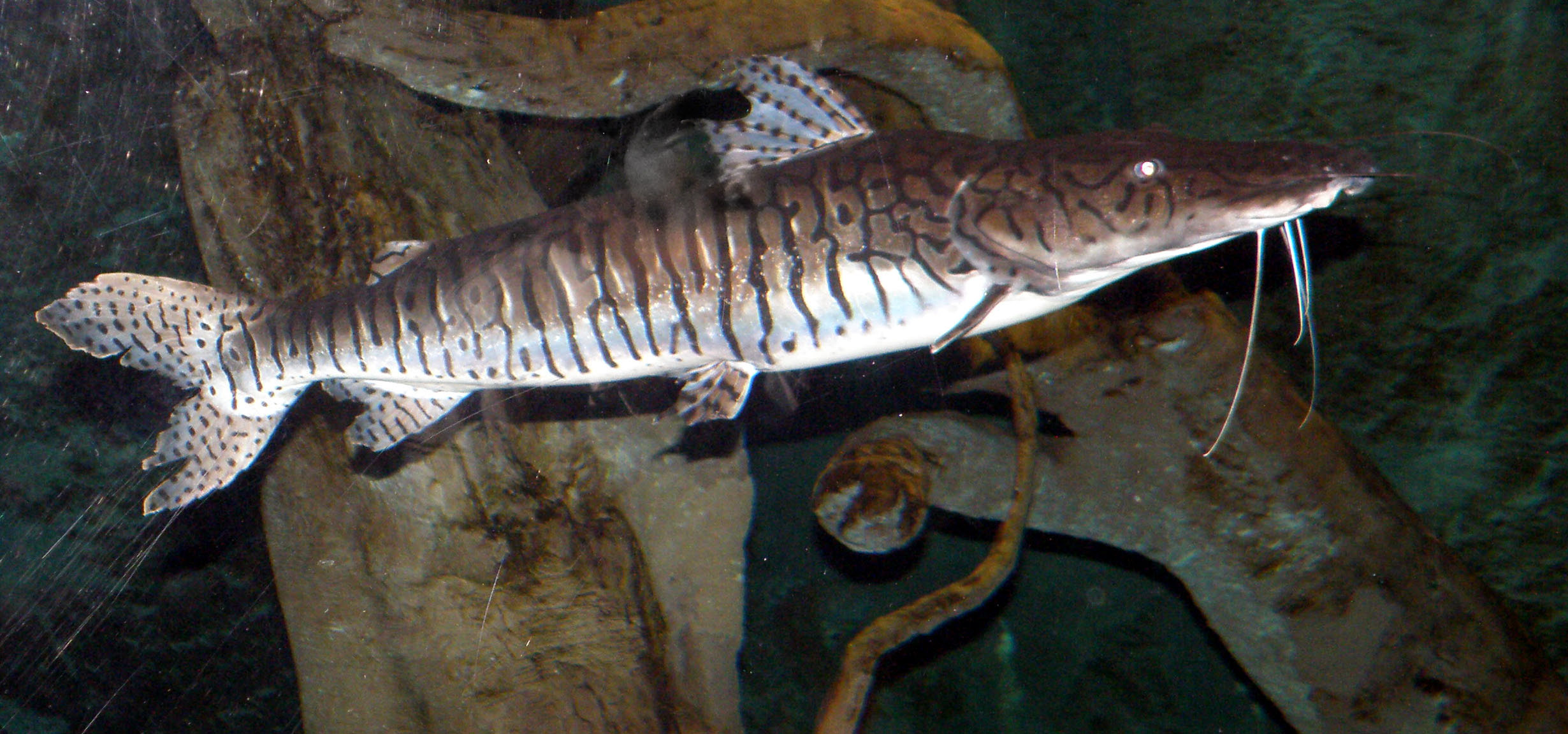
Surubí atigrado.

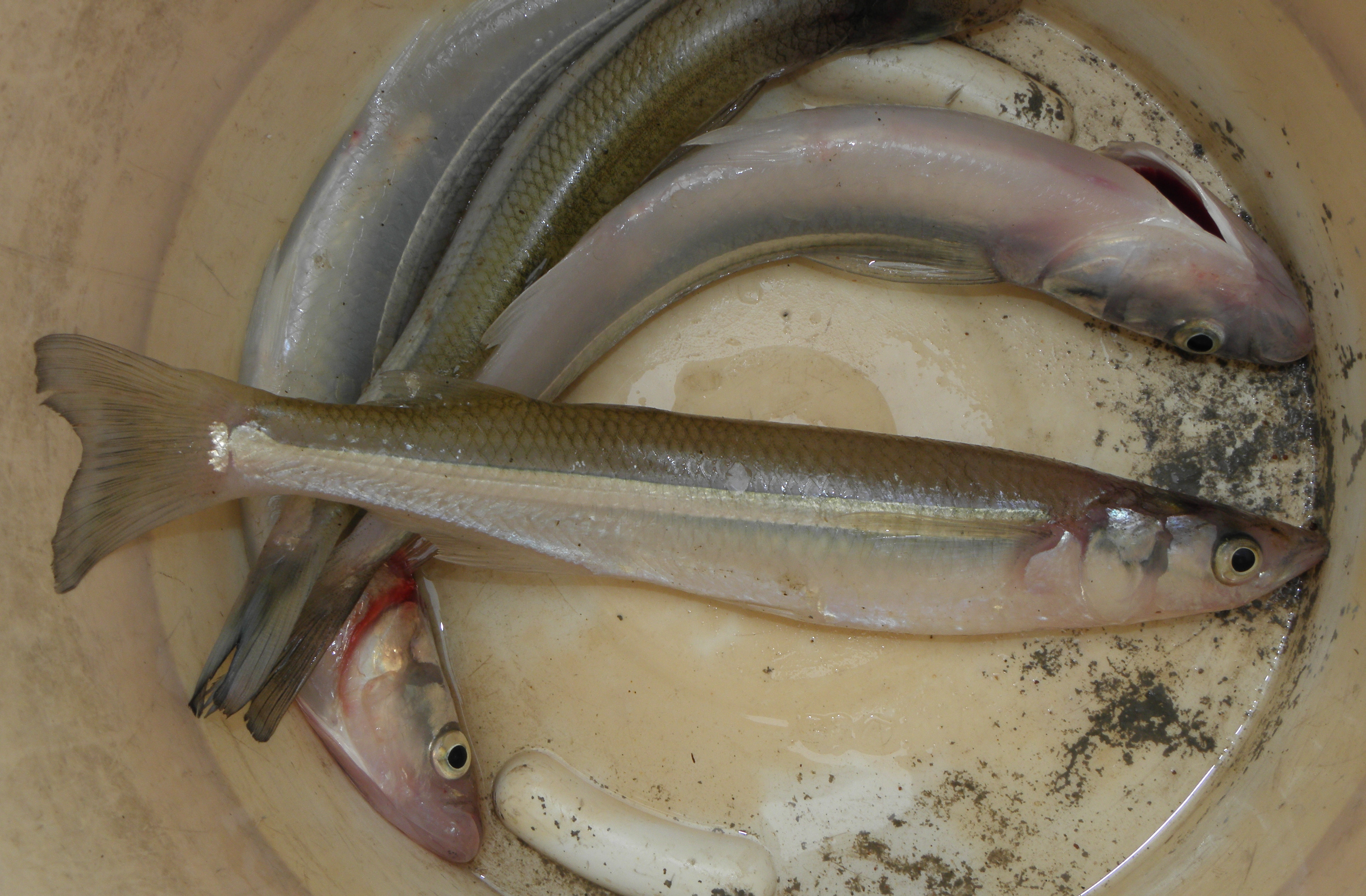
El pejerrey es una de las especies más buscadas por los pescadores deportivos argentinos.

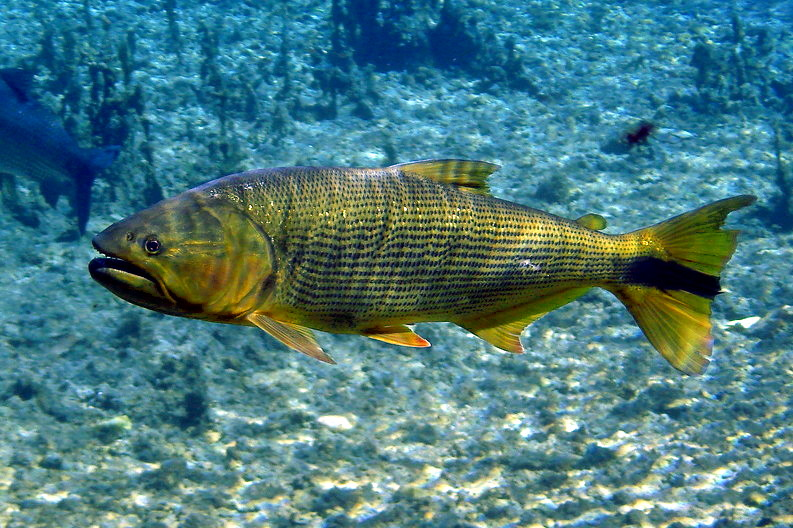
Dorado (Salminus brasiliensis).

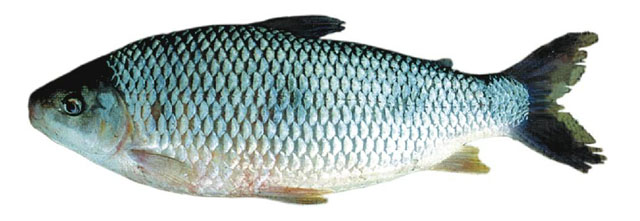
Boga común (Leporinus obtusidens).

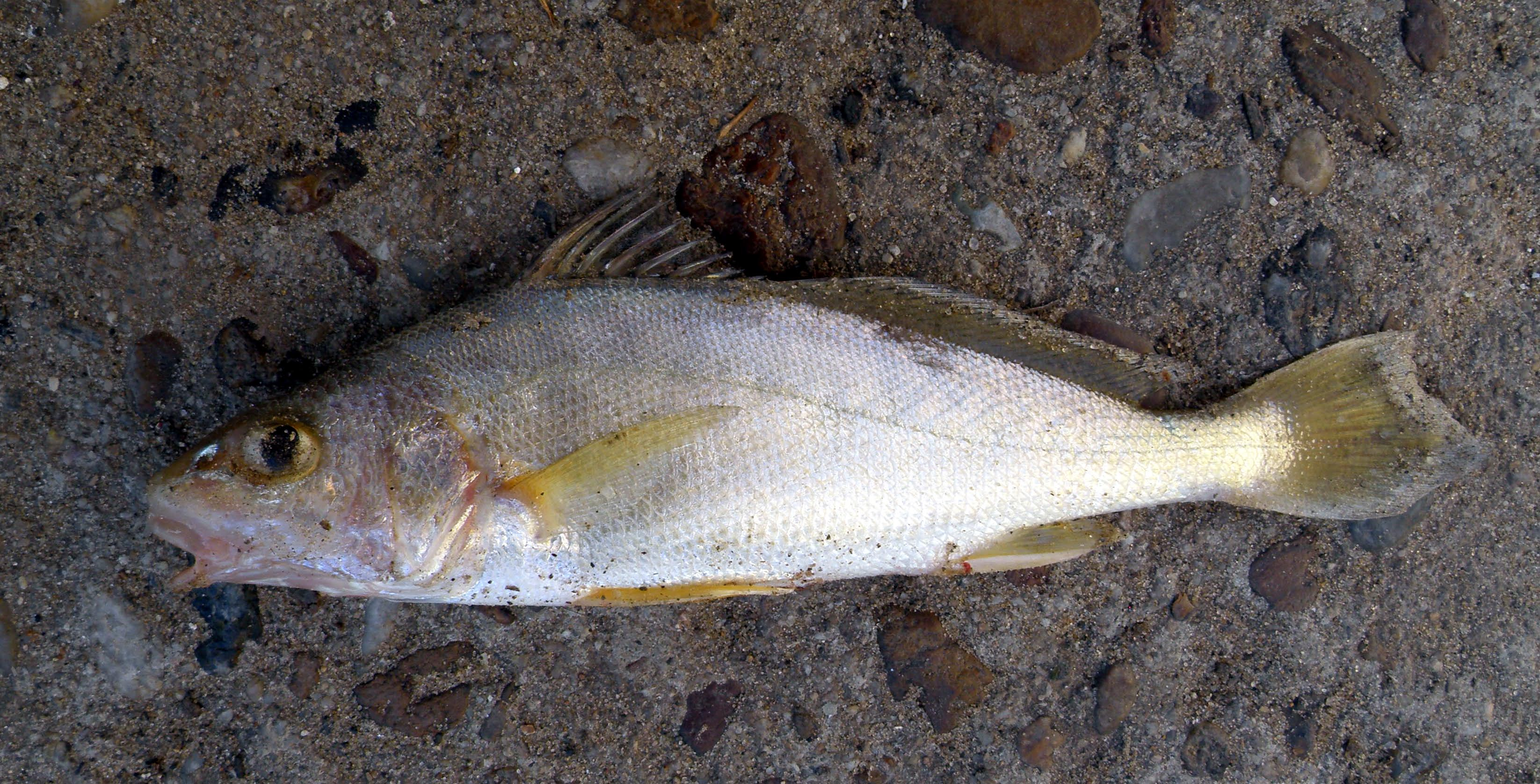
Corvina común (Pachyurus bonariensis).

Las especies deportivas más buscadas son variadas, dependiendo de las localidades donde son particularmente más comunes determinadas especies, por lo que generalmente se organizan torneos de pesca específicos de dichos peces. En general se busca tamaño y acometividad. La especie más importante es el dorado, el pez nacional argentino. En la cuenca del Plata le siguen en importancia los enormes surubíes atigrado y pintado, el mítico manguruyú, las tarariras,  el patí, la boga, el armado, el escaso pacú, la corvina de río, el chafalote, el ya raro pirapitá, las rayas de río, etc. También son capturadas las palometas y pirañas, dentro de la modalidad denominada “variada”.
En las aguas del Río de la Plata destaca la pesca de algunas especies cuyas poblaciones penetran desde el estuario y desde el mar; en el estío ingresan el mimoso o bagre de mar y las lisas, mientras que en época invernal lo hace el pejerrey. Este último es el pez deportivo más importante de las lagunas pampeanas así como de los embalses hidroeléctricos de todo el país, en los que fue intensamente sembrado.
En la Patagonia argentina, y en algunos ríos cordilleranos andinos y serranos, la pesca deportiva está dominada por especies introducidas, truchas y salmones, al punto de constituir un importante recurso turístico-económico en niveles locales y provinciales. Entre las especies más buscadas se encuentran la trucha arco iris, la marrón y la de arroyo y el salmón del Atlántico.
En menor proporción también se pesca deportivamente al también introducido pejerrey bonaerense.

### Utilidad cultural
Los peces han sido protagonistas de innumerables leyendas que forman parte del acervo cultural de las diversas etnias de aborígenes que poblaron el territorio argentino, quienes además de considerarlos una parte central de sus fuentes de proteínas, los incluían frecuentemente en sus leyendas, mitos y relatos tradicionales. También forman parte de la tradición cuentista de los escritores regionales, destacando las obras de Horacio Quiroga.

### Producción en cautividad
Numerosas especies son producidas de manera comercial empleando técnicas de piscicultura. Para destinarlos a la alimentación humana, para repoblar algunos biotopos, o para nutrir los estanques de los emprendimientos comerciales denominados “pesque y pague”, son multiplicados importantes cantidades de peces, destacando entre ellas: pacúes, surubíes, dorados, tarariras, etc. Para ello muchas veces se ha adaptado tecnologías de acuicultura desarrolladas en Brasil, país más avanzado en la producción de esas especies.
Sin embargo, el pez nativo de las aguas interiores argentinas más multiplicado es el pejerrey, del cual se desarrolló de manera local un sistema de multiplicación a gran escala, diseminando la especie por lagos y embalses de todo el país, de los países limítrofes y de regiones tan alejadas como Italia y el Japón. En este último país se desarrolla la Estación Experimental de la Prefectura de Kanagawa, donde desde el año 1965 se multiplican por millones pejerreyes descendientes del primer envío de ejemplares originarios de la laguna de Chascomús, gracias a la acción de la “Liga Argentino-Japonesa del pejerrey”.
Entre las especies introducidas, la que más se beneficia de la multiplicación en cautiverio es la trucha arco iris, con criaderos en numerosas provincias del centro y oeste del país. Entre las especies nativas patagónicas destacan las percas o truchas criollas, diseminadas por ríos y embalses de la zona central y occidental del país.

## Conservación y amenazas
Al igual que lo que ocurre en la mayoría de las cuencas hidrográficas de todo el mundo, en la Argentina sus comunidades de peces están amenazadas en diverso grado.
Los peces de agua dulce viven en una suerte de “islas funcionales”, representada por la cuenca hidrográfica donde habita, ya que estas “islas” están aisladas por barreras insalvables, como son las divisorias de aguas. Este prolongado proceso de aislamiento ha afectado el flujo genético entre cuencas, lo que trae aparejado que, en la práctica, cada población de una especie perteneciente a una cuenca constituye una “Unidad Evolutivamente Significativa”. Cada especie que desaparece de una cuenca representa la pérdida irreparable de un patrimonio genético único constituido por una vía evolutiva independiente.

### Contaminación de las aguas
Muchas especies de peces continentales argentinos son sensibles a la calidad del agua donde habitan, no prosperando cuando estas son alteradas por contaminación; otras especies, en cambio, son bastante resistentes, siendo las últimas en desaparecer del biotopo alterado.
En lagos, lagunas y cursos fluviales argentinos se ha registrado contaminación por agroquímicos y pesticidas, efluentes cloacales e industriales (con cobre, zinc, cromo, etc.). y otros característicos de determinadas producciones, como los vertidos de efluentes de papeleras, los que contienen sustancias tóxicas como hipoclorito, clorofenoles, dioxinas y furanos.
Pero los nivel de contaminantes presentan contrastantes panoramas, desde abundantes biotopos impolutos hasta cursos que se consideran entre los ríos más contaminados del mundo, por ejemplo el río Reconquista y especialmente el Riachuelo, en el cual no es posible la supervivencia de ninguna especie de pez, ya que cada día son volcados a su cauce de 368 mil m³ de aguas servidas y 88 milm³ de residuos industriales. Otro de los ríos donde la contaminación antropogénica es severa es el río Salí, afectado principalmente por el vertido de efluentes azucareros y cloacales, así como por pesticidas y plaguicidas organoclorados.

### Desforestación
La intensa deforestación que sufrió el país en los primeros lustros del presente siglo (legal e ilegal) con la pretensión de ganar tierras para la expansión de la frontera agrícola, ha alterado de múltiples maneras a las poblaciones ícticas de los ríos argentinos. Algunas especies dependen de la oferta de alimentos producidos fuera del agua (insectos, frutos, etc.) por lo que el corte de los árboles de las riberas disminuye sus posibilidades alimenticias. Otras especies precisan un ambiente fresco, proporcionado por el sombreamiento de la canopia; al desaparecer esta, el implacable sol estival cae sobre las aguas, elevando su temperatura y desecando los pequeños cursos en épocas de sequías. En caso de endemismos de peces de las cabeceras de arroyos, estas son las únicas poblaciones en el mundo con ejemplares de esas especies, por lo que alteraciones en sus limitados hábitats redundan en graves peligros para su conservación.
Otro grave problema resultado del desmonte es que en muchos casos suelos que estuvieron protegidos durante millones de años por bosques y selvas pasan en un instante a estar expuestos al sol, los vientos y especialmente las lluvias torrenciales, lo que conlleva a que el sistema natural de retención y filtrado que representaba la foresta (que entregaba lenta y transparentemente lo llovido), al desaparecer, implique que la escorrentía en busca de pendiente discurra sobre el suelo erosionándolo, transportando de este modo toneladas de suelo en enorme cantidad el que es volcado hacia los arroyos y ríos, cegando cientos de pequeños a medianos afluentes, cubriendo pozones y lechos, enturbiando las aguas, y alterando la estructura morfológica de los cursos y su capacidad de transportar agua todo el año.

### Agricultura
Generalmente, luego de la desforestación el terreno se destina a la agricultura. Esto afecta a los biotopos de humedales en razón de los agroquímicos que se emplean, como el herbicida glifosato y plaguicidas organoclorados (estos últimos mucho más letales para los peces.
Estos productos químicos en buena medida terminan drenando hacia los arroyos, cuando no los mismos productores arrojan los envases de agroquímicos a los arroyos o los charcos formados a los costados de los caminos, produciendo la muerte de los peces que allí viven.
Muchos cultivos producidos en regiones agrícolas de frontera agropecuaria precisan del aporte de riego artificial para completar adecuadamente su ciclo biológico, la cual frecuentemente es retirada de napas freáticas, lo que altera el sistema de alimentación de algunos arroyos. En otros cultivos, por ejemplo el arroz, directamente se bombea desde los ríos cercanos a los predios, impactando tanto en la disminución del volumen hídrico disponible como en la captación directa de millones de ejemplares de peces y sus huevos, los que mueren indefectiblemente.

### Represas hidroeléctricas

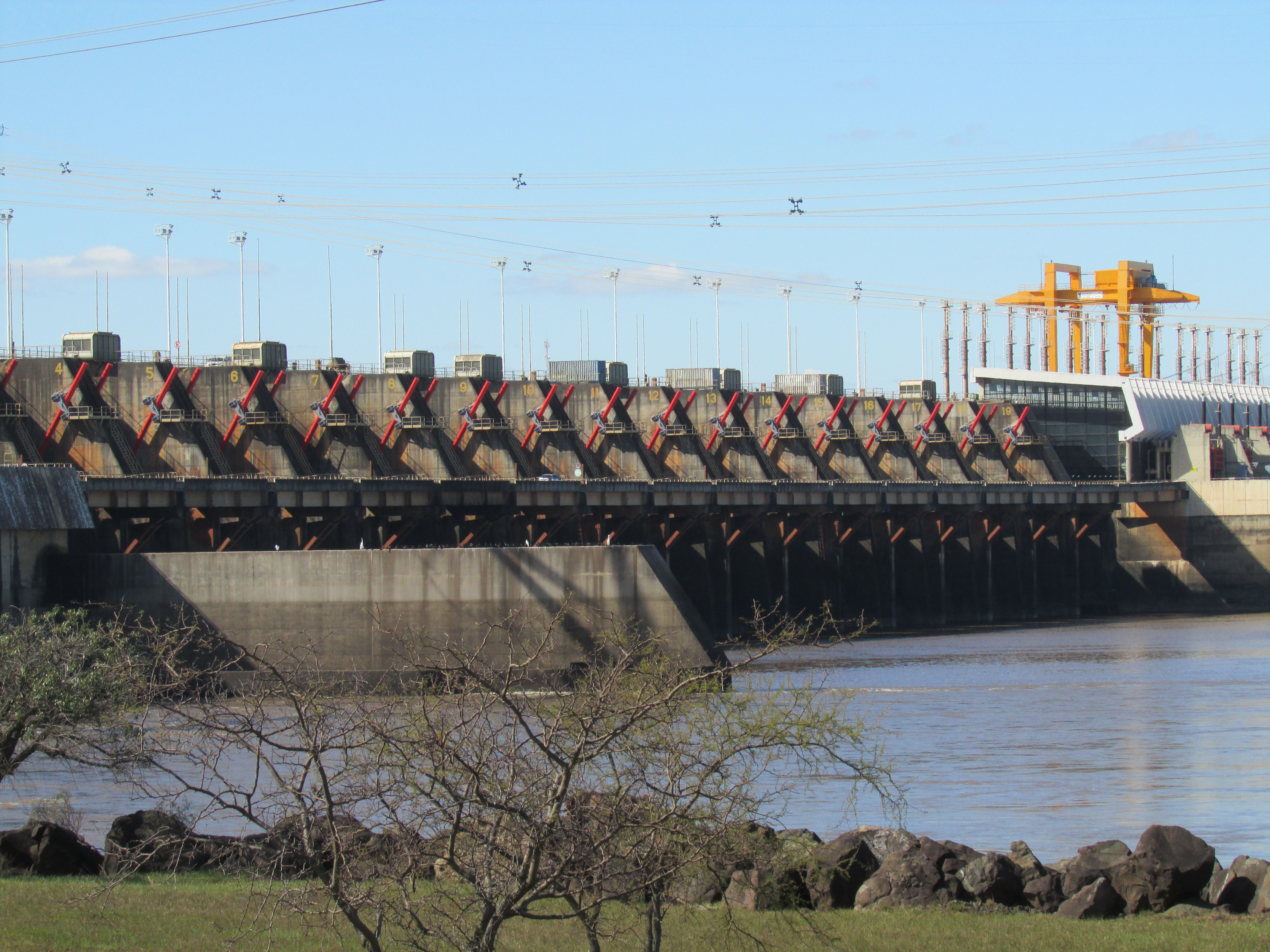
La represa de Salto Grande (construida sobre el río Uruguay) posee un sistema de transferencia para peces del tipo “esclusa Borland” o "tubo de Borland", siendo el único dique en Sudamérica en emplearlo.

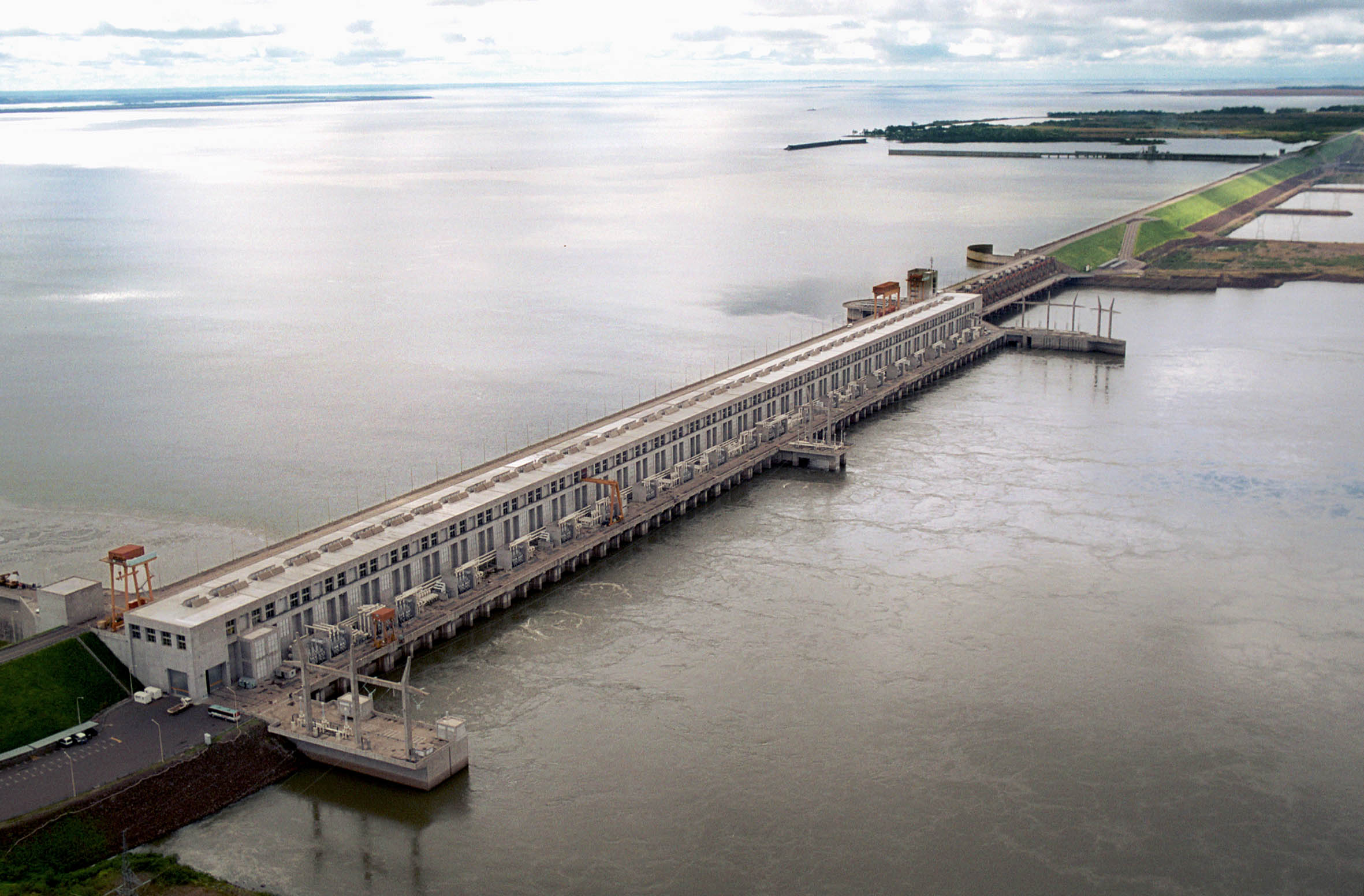
La represa de Yacyretá (construida sobre el río Paraná) posee un sistema de transferencia para peces del tipo “ascensor” o “elevador de peces”, el que cuenta con un mecanismo similar al que se encuentra en los edificios.

La creación de represas hidroeléctricas daña seriamente a las comunidades de peces y su ambiente, haciéndolo de diversas maneras.
Una de ellas es por el hecho que con una represa un río en movimiento pasa a ser un enorme lago de aguas quietas, por lo que cambia de manera significativa la composición de las comunidades de peces que el tramo inundado contenía. Otra manera es que el nuevo lago resulta ser atractivo para pescadores y emprendedores acuícolas, y si la cuenca naturalmente no cuenta con especies atractivas, se suelen desarrollar emprendimientos de acuicultura (de los cuales parte de los ejemplares escapan) o directamente se siembran peces exóticos, ya sea por particulares o por organizaciones gubernamentales. En todos los casos las poblaciones de peces nativos se ven afectadas, y si entre ellos se encontraban especies endémicas, las mismas pasan a correr riesgo de desaparecer por completo.
En una escala más amplia, las represas alteran el natural ritmo de pulsos de inundación y sequías, ya que regulan el caudal del río aguas abajo, perturbando de este modo los ciclos anuales de alimentación y reproducción, sincronizados en muchas especies a dichos eventos.
Una de las acciones más dañinas de estas megaestructuras es que afectan, hasta interrumpen por completo) los traslados de muchos peces migradores de gran tamaño, siendo particularmente grave en la cuenca del Plata, ya que un porcentaje importante de sus especies en condiciones naturales migra hacia los cursos de la cabecera para reproducirse.
Luego, los huevos y las larvas son arrastradas río abajo por la bien oxigenada y turbia correntada, llegando a las llanuras de inundación en las partes bajas de los grandes ríos, donde completan su desarrollo.
En muchas represas son construidos sistemas de transferencia para peces, pero estos raramente cumplen de manera adecuada su propósito, ya sea por mal diseño, por un diseño no adecuado a las especies sudamericanas, por un ineficaz sistema de atracción, por no trasladar a todas las especies migradoras o hacerlo con un pequeño porcentaje de la población de cada una, etc.
Por más que un sistema de traslado de peces sea eficaz y los adultos logren reproducirse río arriba en las zonas de desove, posteriormente en su descenso hacia aguas abajo, a medida que llegan al lago artificial de aguas claras y quietas los huevos se hunden y son comidos rápidamente por las abundantes mojarras que normalmente se multiplican en los embalses.
En algunos casos, ya sea por el paso por los vertederos y/o por las turbinas, e incluso por construcciones de sistemas de transferencia para peces, se terminan conectando ecorregiones de agua dulce cuyas ictiofaunas estuvieron separadas millones de años, lo que genera graves impactos ambientales, entre los cuales se encuentra la diseminación de especies fuera de su geonemia, riesgo de hibridaciones entre especies próximas, desaparición o extinción de especies susceptibles a los nuevos depredadores aparecidos en el sistema, etc.
Otro efecto pernicioso de las represas es que pueden producir escenarios de sobresaturaciones de gases, lo que produce mortandad de peces por la denominada “enfermedad de la burbuja”.

### Sobrepesca comercial y deportiva
De las aguas continentales argentinas, la principal especie en lo que se refiere a pesca comercial es el sábalo. Las tasas de capturas permitidas para la especie son definidas por cada provincia, lo que suele ser fuente de polémica, ya que es frecuente que los cupos admitidos por un estado provincial sean marcadamente distintos a su par de la ribera opuesta.
Para algunos investigadores es esperable que de mantenerse caudales extractivos elevados para el sábalo -el pez clave del sistema- se termine por alterar el ecosistema de la cuenca, especialmente las cadenas tróficas, al estar esa especie íntimamente relacionada con sus predadores: los dorados y los grandes siluriformes, estos últimos ya estarían disminuyendo sus efectivos. Estos cazadores son también capturados por la pesca de sábalos pero de manera incidental, además de estar entre los principales objetivos de la pesca artesanal.
Uno de los problemas es la disparidad de criterios para evaluar los volúmenes de los stocks presentes.
Los criterios de la UICN no serían aplicables en especies ictícolas fluviales de interés pesquero sobre las que se practica una explotación comercial, pues sobrestiman el estado de amenaza de los stocks, incentivando medidas regulatorias inadecuadas.
Tradicionalmente, las pesquerías deberían operar buscando el máximo rendimiento sostenible, este es solo alcanzable cuando la biomasa original se reduce a la mitad, momento en que la población remanente de la especie puede exhibir una respuesta logística a esa disminución del volumen poblacional con un buen reclutamiento y estructuras de cohortes, sobre la base de la mortalidad de pesca máxima que permite lograrlo, según el modelo de Schaeffer. Esto se traduce en que para obtener los beneficios económicos y sociales que representa la pesca comercial sin comprometer el recurso, debería ser deseable una reducción significativa de los stocks de cada especie, y el estado así logrado debiese mantenerse de forma permanente, solo de esa manera se podría aprovechar la productividad potencial de cada especie de valor comercial.
Aplicando los criterios de la UICN, todas las especies así explotadas deberían ser categorizadas como “vulnerable” o “en peligro”.
Pero tampoco es aconsejable emplear criterios y categorías de umbrales de declinación desarrollados para peces de mar, ya que las pesquerías de agua dulce son más vulnerables al presentar stocks más reducidos y una mayor vulnerabilidad a otras amenazas.
Por estas razones no hay acuerdo entre los especialistas sobre cuantas y cuales especies deberían ser consideras en peligro de extinción. Sin embargo, al menos 3 -el manguruyú, el pirapitá y el pacú- han sufrido extinciones en sus geonemias australes (donde antaño los dos últimos eran habituales) y retrocesos poblacionales importantes en el resto de su distribución, en especial los dos primeros.
En una evaluación efectuada por 30 especialistas que incluyó 192 especies de la cuenca del Plata, 11 de estas fueron catalogadas con algún grado de “amenaza” y a 50 especies se las consideró como “con datos insuficientes”. Se les otorgó la categoría de “amenazadas” a: Brycon orbignyanus, Gymnogeophagus setequedas yHypostomus dlouhyi; como “casi amenazadas” fueron: Hemisorubim platyrhynchos, Loricaria tucumanensis y Simpsonichthys chacoensis; en tanto que fueron calificadas de “vulnerables”: Ancistrus piriformis, Corydoras carlae, Genidens barbus, Rhamdella aymarae, Rhamdella cainguae, Salminus hilarii, Steindachneridion scriptum y Zungaro jahu. 122 especies se les dio la categoría de “preocupación menor”.
En 2009 Juan Carlos Chébez y otros categorizaron 348 especies de peces de agua dulce argentinos, encontrando que la especie con mayor grado de amenaza es la mojarra desnuda, afectada por las introducidas truchas en su único biotopo en el que habita: el arroyo Valcheta de la meseta del Somuncurá, en la provincia del Río Negro. Este caracínido fue el primer pez argentino en ser incluido en el Red Data Book, con la categoría de “en peligro”. Además, que fueron calificadas de “vulnerables”: Aplochiton taeniatus, Aplochiton zebra, Galaxias maculatus, Galaxias platei y Lepidosiren paradoxa.
Aplicando el índice SUMIN para peces de la zona del Paraná medio, fueron categorizados como “vulnerables de máxima prioridad”: los surubíes atigrado y pintado, el patí y Hemisorubim platyrhynchos en los silúridos y entre los caracínidos a Salminus brasiliensis, Pygocentrus nattereri, Serrasalmus marginatus y S. rhombeus, y como “especies vulnerables de especial atención”: S. serrulatus, S. spilopleura, Brycon orbignyanus, Triportheus paranensis, Piaractus mesopotamicus, Hemigrammus matei, Cynopotamus argenteus, Astyanax correntinus, Gymnocorymbus ternetzi, Hyphessobrycon anisitsi y Mylossoma duriventre entre los caracínidos y entre los silúridos a: Ageneiosus valenciennesi, Sturisoma robustum, Trachydoras paraguayensis, Ageneiosus inermis, armados como Oxydoras kneri y Pterodoras granulosus, la platidoras y el cucharón.
Un problema colateral de la captura comercial sufren las especies que son pescadas para servir como carnada viva en la pesca del dorado y los grandes siluriformes. Con este destino se atrapan mayormente Gymnotiformes, los que podrían estar siendo amenazados ya que se descubrió que las poblaciones que se pensaban integradas por una única especie estaban en realidad compuestas por un conjunto de taxones, entre tanto los marcos regulatorios terminan no correspondiendo a los nombres científicos de las especies locales.

### Minería a cielo abierto
En lo que va del siglo XXI la actividad minera en ese país se ha incrementado notablemente, mientras en el año 1998 representaba una participación del 1,5% en el producto bruto interno para el año 2009 ya significaba el 4,5% y continúa aumentando.
La minería de oro y otros metales valiosos, cuando es practicada a cielo abierto (“MTVF”), afecta de una manera directa a los peces y otros organismos acuáticos que habitan en los generalmente pequeños torrentes andinos de varias maneras. Una de las alteraciones es la que provoca la degradación del hábitat físico y la contaminación que produce la población humana que pasa a vivir y trabajar en zonas hasta ese momento poco o nada alteradas. El segundo problema es el excesivo consumo de agua que el método precisa, la que es derivada de los cursos fluviales naturales. El tercer peligro es la contaminación con el mercurio que se utiliza para separar el oro del sustrato, causando la intoxicación de los organismos aguas abajo y el envenenamiento por mercurio.
El cuarto problema, de la minería en general, es que la zonas mineras se constituyen en una fuente de acidez, incluso a pesar de décadas de haber concluido la explotación. Esto se debe a la oxidación de los minerales que contienen azufre y metales, los que se conocen con el nombre de “sulfuros”, entre los que se encuentran el sulfuro de plomo o “galena”, el sulfuro de hierro y cobre o “calcopirita”, el sulfuro de zinc o “esfalerita” y el sulfuro de hierro o “pirita”; este último es el principal causante de la elevación de la acidez de las aguas de las zonas mineras, pues cuando se oxida, libera protones y disminuye su pH.

### Introducción de especies invasoras

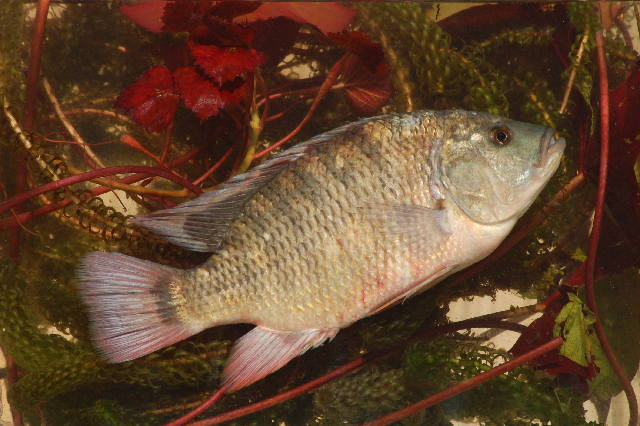
Tilapia común.

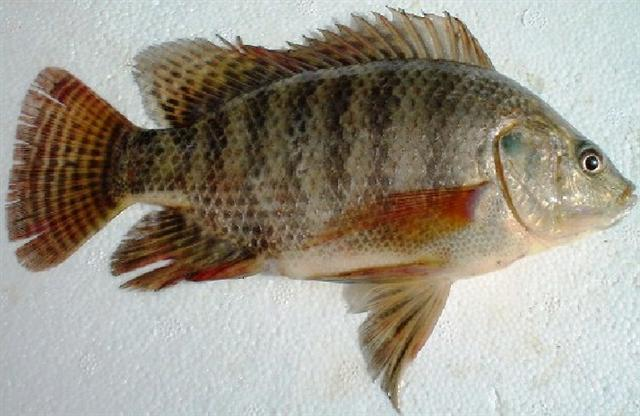
Tilapia del Nilo.

Posiblemente el mayor problema de erosión a la diversidad ictiológica de las aguas interiores argentinas lo constituye la irresponsable política de liberación o siembra de peces de especies exóticas invasivas.
Los daños que causan a la estabilidad de los ecosistemas receptores donde estas son introducidas es algo ya probado en todo el mundo, incluso en la propia Argentina, sin embargo se continúa con la diseminación aún más de las especies que ya estaban establecidas o se promueve la introducción de nuevas especies, incluso con el plausible objetivo de la mejora de la economía nacional con el desarrollo de la acuicultura. A las erradas decisiones que sobre este azote se aplican en el ámbito de esa nación, se les suman las de sus países vecinos con las que comparte cuencas hidrográficas, pues los peces introducidos una vez afincados en un biotopo, no respetan las artificiales fronteras humanas e invaden toda la cuenca en la medida en que su potencialidad lo permita, tanto aguas abajo como hacia las cabeceras o fuentes, deteniéndose en esa dirección solo si grandes cascadas les representan una barrera para su avance, como ocurrió con la hoy rarísima mojarra desnuda, cercada a las fuentes del arroyo Valcheta por la voraz trucha arco iris. Es por eso que a las especies ictícolas introducidas directamente en aguas de la Argentina se les han sumado las que llegaron a las mismas desde poblaciones introducidas en Chile, el Uruguay o el sudeste del Brasil.
Entre las especies más extendidas y que más daño hacen a los ecosistemas acuáticos argentinos se encuentran depredadores tope: las truchas marrón, de arroyo y arco iris. Esta última es la más adaptable y peligrosa, responsable de la extinción y puesta en riesgo crítico de numerosas especies de peces argentinos, especialmente tricomictéridos.
Estas liberaciones intencionales de las exóticas e invasivas truchas arco iris no solo son realizadas por particulares, la gran mayoría son obra de organismos oficiales, efectuándolas con variadas intenciones, desde el proveer de una fuente alimenticia extra para los habitantes de la Puna salteña -como aconteció en el río San Antonio de los Cobres- o, en la mayoría de las veces, con la pretensión de incorporar una nueva “atracción turística” a la zona, como por ejemplo ha ocurrido en el río Lipeo, curso fluvial que cruza el parque nacional Baritú.
De este modo se da la paradoja que el mismo estado que debe erogar gastos para proteger sus especies endémicas y amenazadas, al mismo tiempo invierte en comprar, producir, sembrar y resembrar al principal causante de esas amenazas, sorprendentemente en acciones efectuadas por las propias “Secretarías de Recursos Naturales” provinciales. Los trasvasamientos de cuencas, resultado indirecto de la construcción de canales de riego, les permiten a estos peces conquistar las cuencas de arroyos a donde todavía no habían llegado y que no se conectaban naturalmente en los períodos estivales. La erradicación de estas especies exóticas, además de ser sumamente costosa, es una tarea con muy pocas posibilidades de éxito. Esto se ve agravado porque las poblaciones de truchas gozan de protección legal -mediante vedas temporales de su pesca- y sus poblaciones continúan siendo reforzadas por permanentes resiembras, incluso siendo transportadas a lugares prístinos, muy poco accesibles. Se suma a este sombrío panorama, la percepción desvalorizante que poseen los pequeños peces endémicos, muchos de ellos posiblemente extinguidos antes de que puedan ser descritos por la ciencia (o de haber podido estudiar las potencialidades que podrían tener para mejorar el desarrollo humano), como ocurrió con los tricomictéridos que habrían vivido en el río de los Patos de la Puna y en el río Aguas Calientes, luego de 60 años de soportar la predación de la trucha arco iris, los investigadores no han podido encontrar ninguno.
La aparente “pobreza” de la ictiofauna patagónica fue el acicate para que hace más de un siglo se introduzcan en las aguas de sus ríos y lagos infinidad de especies de salmónidos del Hemisferio norte. Algunas especies han tenido dificultades en adaptarse, como ocurrió con el corégono de lago o la trucha de lago, sin embargo las 3 especies de truchas nombradas con anterioridad mantienen importantes poblaciones. En aguas dulces patagónicas (argentinas o chilenas) también fueron introducidos el salmón del Pacífico y el salmón real o chinuc.
Es grave el problema en la Patagonia y la cordillera; no lo es tanto en el resto del país, si bien allí la especie introducida más extendida, carpa común, se ha reportado como predadora de las puestas de los peces nativos (si bien tiene un amplio espectro trófico) y altera los patrones ecológicos de los biotopos que coloniza. En algunas cuencas –por ejemplo en los arroyos misioneros- corren peligro sus especies endémicas por el escape accidental de especies empleadas en acuicultura, como ocurrió con las tilapias común y la del Nilo.